# Sovrani italiani
I Sovrani italiani furono numerosi, considerando le entità territoriali politiche e indipendenti esistite nella penisola italiana dall'inizio del Medioevo fino alla proclamazione del Regno d'Italia, avvenuta nel 1861.
Di seguito è riportato l'elenco parziale di questi sovrani italiani, organizzati per data, dal Medioevo sino all'unità d'Italia.
Tra parentesi, ove indicate, le dinastie regnanti.

## Regni romano-germanici

Mappa politica dell'Italia nell'anno 1000

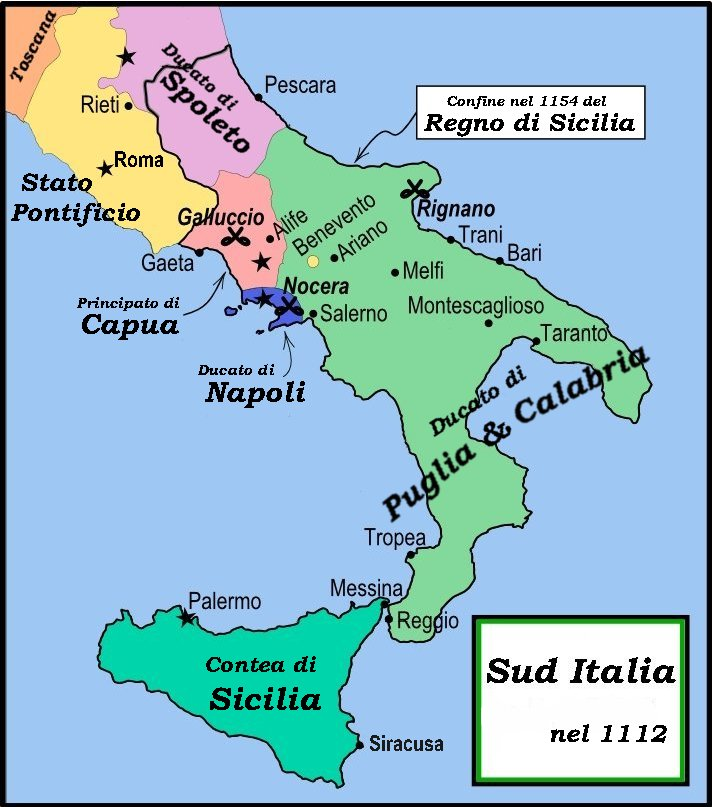
Mappa politica dell'Italia meridionale nel 1112.

### Regno di Odoacre
- Flavio Odoacre

### Re del regno ostrogoto
- Teodorico il Grande (Thiudoric) 489-526
- Atalarico (Atthalaric) 526-534
- Teodato (Thiudahad) 534-536
- Vitige (Wittigeis) 536-540
- Ildibaldo (Hildibad) 540-541
- Erarico (Heraric, Ariaric) 541
- Totila (Baduila) 541-552
- Teia (Theia, Teja) 552-553

### Re dell'Esarcato d'Italia
| Dal     | Al       | Esarca             | Imperatore di Bisanzio    | Descrizione |
| ------- | -------- | ------------------ | ------------------------- | --- |
| 584?    | 584?     | Decio?             | Maurizio                  | Patrizio attestato in una lettera di Papa Pelagio II datata 584; diversi studiosi l'hanno identificato con l'innominato esarca menzionato nella medesima lettera. |
| 585     | 588/589  | Smaragdo           | Maurizio                  | Si rese noto per la sua durezza nei confronti degli scismatici tricapitolini della Venezia, a causa della quale fu richiamato a Costantinopoli. |
| 588?    | 589/590  | Giuliano           | Maurizio                  | Attestato in un'iscrizione il 31 marzo 589; null'altro si sa di lui; il suo mandato durò comunque pochi mesi. |
| 589/590 | 595/597  | Romano             | Maurizio                  | Tentò, in alleanza con i Franchi, di sottomettere i Longobardi. Ebbe contrasti di natura dottrinale e politica con Papa Gregorio Magno (590-604). |
| 596/597 | 602/603  | Callinico          | Maurizio                  | Persuaso da Papa Gregorio, firmò una tregua biennale con i Longobardi (598). Nel 601/602 fece prigionieri a Parma parenti di re Agilulfo, provocando una guerra con i Longobardi con numerose sconfitte per i Bizantini. Richiamato a Costantinopoli per le numerose sconfitte.                                    |
| 603     | 608      | Smaragdo           | Foca                      | Al suo secondo mandato, firmò una tregua con i Longobardi, che venne rinnovata di anno in anno. L'ultima volta che viene attestato come esarca è il 608, quando edificò una colonna in onore di Foca. Si ignora quando ebbe termine il suo mandato, plausibilmente con l'elevazione di Eraclio a imperatore (610). |
| 608?    | 613?     | Fozio?             | Foca/Eraclio              | Menzionato nella vita agiografica di San Teodoro di Sykeon come esarca, probabilmente lo fu tra la fine del regno di Foca e l'inizio del regno di Eraclio. Nulla si sa di lui. |
| 615?    | 615?     | Giovanni I         | Eraclio                   | Ucciso nel 616 da una rivolta (probabilmente dell'esercito) scoppiata a Ravenna. |
| 616     | 619      | Eleuterio          | Eraclio                   | Sedò con durezza le rivolte scoppiate a Ravenna e a Napoli. Combatté con insuccesso i Longobardi condotti dal duca Sundrarit. Usurpò la porpora e tentò di marciare su Roma per farsi incoronare Imperatore d'Occidente dal Papa, ma fu ucciso presso Castrum Luceolis da soldati fedeli a Eraclio (619/620).      |
| 619     | 625      | Gregorio?          | Eraclio                   | Paolo Diacono narra di un patrizio Gregorio che uccise a tradimento i duchi del Friuli Caco e Tasone. Dato che gli esarchi detenevano di norma il titolo di patrizio, è possibile che tale Gregorio fosse stato un esarca.                                                                                         |
| 625     | 643      | Isacio             | Eraclio                   | Trattò con estrema durezza il papato, punendolo per essersi opposto alla politica religiosa imperiale sequestrando il tesoro papale custodito nel Laterano (640). Tentò di opporsi invano alla politica espansionistica di Re Rotari, venendo probabilmente ucciso nella Battaglia dello Scultenna (643).          |
| 643     | 645?     | Teodoro I          | Costante II               | Inviato dall'Imperatore in Italia dopo il decesso di Isacco. Sostituito nel 645 da Platone. |
| 645?    | 648?     | Platone            | Costante II               | Poco si sa del suo mandato. Richiamato a Costantinopoli nel 649. |
| 649     | 652      | Olimpio            | Costante II               | Su ordini dell'Imperatore, tentò di assassinare il Pontefice, ma fallì. Subito dopo si rivoltò all'Imperatore separando l'Italia dall'Impero. La rivolta finì nel 652 quando l'esarca ribelle, recatosi in Sicilia per combattere gli Arabi, perì per via di un'epidemia.                                          |
| 653     | 666?     | Teodoro I          | Costante II               | Al suo secondo mandato, arrestò Papa Martino I e lo deportò a Costantinopoli per farlo processare per tradimento. Si ignora quando terminò il suo mandato ma esso ebbe termine poco prima il 666, quando è attestato come esarca Gregorio.                                                                         |
| 666     | 678      | Gregorio I (o II?) | Costante II/Costantino IV | Ricevette dall'Imperatore un diploma che concedeva alla Chiesa Ravennate l'autocefalia (666). |
| 678     | 686/687  | Teodoro II         | Costantino IV             | Durante il suo mandato, ebbe termine l'autocefalia e l'Impero si riconciliò con il papato, condannando il monotelismo come eresia (680). |
| 687     | 701?     | Giovanni II        | Giustiniano II            | Era esarca nel 687 quando tentò di imporre come Papa Pasquale, che gli aveva promesso 100 libbre d'oro. Null'altro si sa di lui, a parte gli avvenimenti del 687. |
| 701     | 705?     | Teofilatto         | Giustiniano II            | Nel 702, recandosi a Roma dalla Sicilia, rischiò di essere ucciso dall'esercito esarcale in rivolta ma fu salvato dal Papa che riuscì a calmare i rivoltosi. |
| 705?    | 710?     | Giovanni III       | Giustiniano II            | Resosi reo di aver ucciso alcuni ecclesiastici, venne ucciso in una rivolta scoppiata a Ravenna. |
| 710?    | 713?     | Eutichio           | Filippico                 | Il primo mandato di Eutichio è dubbio. |
| 713?    | ?        | Scolastico         | Leone III                 | In carica dal 713 al 726 circa |
| 725?    | 726/727? | Paolo              | Leone III                 | Tentò di ordire l'assassinio di Papa Gregorio II, reo di essersi opposto all'iconoclastia. Ucciso da una rivolta scoppiata a Ravenna. |
| 727?    | 751      | Eutichio           | Leone III/Costantino V    | Fu l'ultimo esarca. Sotto il suo mandato, sotto la spinta espansionistica dei re longobardi Liutprando e Astolfo, l'esarcato cadde in mano longobarda (751). |

Nota: le date sono in molti casi approssimate, non sapendo per alcuni esarchi quando il loro mandato iniziò o finì con esattezza. Tra l'altro si ignora tuttora l'esatto numero degli esarchi che governarono l'Italia dal 584 al 751 (potrebbero essere stati ventiquattro) e di due di essi (Anastasio e Stefano) si ignora addirittura l'epoca del loro mandato, essendo noti unicamente da due sigilli.

## Sovrani italiani attorno all'anno Mille

### Marchesi d'Ivrea
- Anscario I, 891 – 901
- Adalberto I d'Ivrea, 901 – 928
- Berengario II d'Ivrea, 928 – 950
- Adalberto II d'Ivrea, 950 – 962
  - Guido d'Ivrea, 951 – 965
- Corrado d'Ivrea, 965 – 990
- Arduino I d'Ivrea, 990 – 999
- Arduino II d'Ivrea, 999 – 1014

### Marchesi di Torino
- 962 – 977 Arduino il Glabro
- 977 – 1000 Olderico Manfredi I
- 1000 – 1034 Olderico Manfredi II
- 1034 – 1091 Adelaide
- 1037 – 1038 Ermanno IV di Svevia
- 1041 – 1045 Enrico del Monferrato
- 1046 – 1057 Oddone di Savoia
- 1057 - 1078 Pietro I di Savoia
- 1078 - 1080 Amedeo II di Savoia
- 1080 - 1091 Federico di Montbèliard (marito di Agnese, figlia di Pietro).

### Marchesi Obertenghi
- - Adalberto il Margravio, (X sec.-c.951)", "marchese d'Italia", reggente la Marca di Milano comprendente la Lombardia e parte della Liguria
- Oberto I, c.951–c.975
- Oberto II, c.975–c.1014
  - Adalberto I, c.996-c.1002 (assieme al fratello Oberto II)
- Ugo, c.1014-c.1014
- Alberto Azzo I, c.1014–c.1029
- Alberto Azzo II, c.1029–1097
- Folco I, c.1097–c.1136
- Obizzo I, c.1136–c.1193

### Marchesi di Verona
- Berengario (874-924) - e re d'Italia e imperatore
- Enrico I (951–955) - e duca di Baviera
- Enrico II (955–975) - e duca di Baviera
- Enrico III (975–978) - e duca di Baviera e Carinzia
- Ottone I (978–985) - e duca di Carinzia
- Adalberone di Eppenstein - e duca di Carinzia
- Guelfo (1047–1055) - e duca di Carinzia
- Ermanno (1072–1073) - e duca di Carinzia
- Milone (1095)
- Matilde (1100-1115) - e Regina d'Italia
- Ermanno II (1112-1130) - e duca di Carinzia
- Ermanno III (1148-1151) - e duca di Carinzia
- Ermanno IV (1155-1184) - e duca di Carinzia
- Ezzelino (1223-1233)

### Conti di Savoia
- Umberto I Biancamano (980-1048), I conte di Savoia - 1003-1047[4]

|  |  |  |  |  |  |  |  |  |  |  |  |  |  |  |  |  |  |  |  |  |  |  |  |  |  |  |  |  |  |  |  |  |  |  |  |  |  |  |  |  |  |  |  |  |  |  |  |  |  |  |  |  |  |  |  |  |  |  |  |  |  |
|  |  |  |  |  |  |  |  |  |  |  |  |  |  |  |  |  |  |  |  |  |  |  |  |  |  |  |  |  |  |  |  |  |  |  |  |  |  |  |  |  |  |  |  |  |  |  |  |  |  |  |  |  |  |  |  |  |  |  |  |  |  |
|  |  |  |  |  |  |  |  |  |  |  |  |  |  |  |  |  |  |  |  |  |  |  |  |  |  |  |  |  |  |  |  |  |  |  |  |  |  |  |  |  |  |  |  |  |  |  |  |  |  |  |  |  |  |  |  |  |  |  |  |  |  |
|  |  |  |  |  |  |  |  |  |  |  |  |  |  |  |  |  |  |  |  |  |  |  |  |  |  |  |  |  |  |  |  |  |  |  |  |  |  |  |  |  |  |  |  |  |  |  |  |  |  |  |  |  |  |  |  |  |  |  |  |  |  |
|  |  |  |  |  |  |  |  |  |  |  |  |  |  |  |  |  |  |  |  |  |  |  |  |  |  |  |  |  |  |  |  |  |  |  |  |  |  |  |  |  |  |  |  |  |  |  |  |  |  |  |  |  |  |  |  |  |  |  |  |  |  |
|  |  |  |  |  |  |  |  |  |  |  |  |  |  |  |  |  |  |  |  |  |  |  |  |  |  |  |  |  |  |  |  |  |  |  |  |  |  |  |  |  |  |  |  |  |  |  |  |  |  |  |  |  |  |  |  |  |  |  |  |  |  |
|  |  |  |  |  |  |  |  |  |  |  |  |  |  |  |  |  |  |  |  |  |  |  |  |  |  |  |  |  |  |  |  |  |  |  |  |  |  |  |  |  |  |  |  |  |  |  |  |  |  |  |  |  |  |  |  |  |  |  |  |  |  |
|  |  |  |  |  |  |  |  |  |  |  |  |  |  |  |  |  |  |  |  |  |  |  |  |  |  |  |  |  |  |  |  |  |  |  |  |  |  |  |  |  |  |  |  |  |  |  |  |  |  |  |  |  |  |  |  |  |  |  |  |  |  |
|  |  |  |  |  |  |  |  |  |  |  |  |  |  |  |  |  |  |  |  |  |  |  |  |  |  |  |  |  |  |  |  |  |  |  |  |  |  |  |  |  |  |  |  |  |  |  |  |  |  |  |  |  |  |  |  |  |  |  |  |  |  |
|  |  |  |  |  |  |  |  |  |  |  |  |  |  |  |  |  |  |  |  |  |  |  |  |  |  |  |  |  |  |  |  |  |  |  |  |  |  |  |  |  |  |  |  |  |  |  |  |  |  |  |  |  |  |  |  |  |  |  |  |  |  |
|  |  |  |  |  |  |  |  |  |  |  |  |  |  |  |  |  |  |  |  |  |  |  |  |  |  |  |  |  |  |  |  |  |  |  |  |  |  |  |  |  |  |  |  |  |  |  |  |  |  |  |  |  |  |  |  |  |  |  |  |  |  |
|  |  |  |  |  |  |  |  |  |  |  |  |  |  |  |  |  |  |  |  |  |  |  |  |  |  |  |  |  |  |  |  |  |  |  |  |  |  |  |  |  |  |  |  |  |  |  |  |  |  |  |  |  |  |  |  |  |  |  |  |  |  |
|  |  |  |  |  |  |  |  |  |  |  |  |  |  |  |  |  |  |  |  |  |  |  |  |  |  |  |  |  |  |  |  |  |  |  |  |  |  |  |  |  |  |  |  |  |  |  |  |  |  |  |  |  |  |  |  |  |  |  |  |  |  |
|  |  |  |  |  |  |  |  |  |  |  |  |  |  |  |  |  |  |  |  |  |  |  |  |  |  |  |  |  |  |  |  |  |  |  |  |  |  |  |  |  |  |  |  |  |  |  |  |  |  |  |  |  |  |  |  |  |  |  |  |  |  |
|  |  |  |  |  |  |  |  |  |  |  |  |  |  |  |  |  |  |  |  |  |  |  |  |  |  |  |  |  |  |  |  |  |  |  |  |  |  |  |  |  |  |  |  |  |  |  |  |  |  |  |  |  |  |  |  |  |  |  |  |  |  |
|  |  |  |  |  |  |  |  |  |  |  |  |  |  |  |  |  |  |  |  |  |  |  |  |  |  |  |  |  |  |  |  |  |  |  |  |  |  |  |  |  |  |  |  |  |  |  |  |  |  |  |  |  |  |  |  |  |  |  |  |  |  |
|  |  |  |  |  |  |  |  |  |  |  |  |  |  |  |  |  |  |  |  |  |  |  |  |  |  |  |  |  |  |  |  |  |  |  |  |  |  |  |  |  |  |  |  |  |  |  |  |  |  |  |  |  |  |  |  |  |  |  |  |  |  |
|  |  |  |  |  |  |  |  |  |  |  |  |  |  |  |  |  |  |  |  |  |  |  |  |  |  |  |  |  |  |  |  |  |  |  |  |  |  |  |  |  |  |  |  |  |  |  |  |  |  |  |  |  |  |  |  |  |  |  |  |  |  |
|  |  |  |  |  |  |  |  |  |  |  |  |  |  |  |  |  |  |  |  |  |  |  |  |  |  |  |  |  |  |  |  |  |  |  |  |  |  |  |  |  |  |  |  |  |  |  |  |  |  |  |  |  |  |  |  |  |  |  |  |  |  |
|  |  |  |  |  |  |  |  |  |  |  |  |  |  |  |  |  |  |  |  |  |  |  |  |  |  |  |  |  |  |  |  |  |  |  |  |  |  |  |  |  |  |  |  |  |  |  |  |  |  |  |  |  |  |  |  |  |  |  |  |  |  |
|  |  |  |  |  |  |  |  |  |  |  |  |  |  |  |  |  |  |  |  |  |  |  |  |  |  |  |  |  |  |  |  |  |  |  |  |  |  |  |  |  |  |  |  |  |  |  |  |  |  |  |  |  |  |  |  |  |  |  |  |  |  |
|  |  |  |  |  |  |  |  |  |  |  |  |  |  |  |  |  |  |  |  |  |  |  |  |  |  |  |  |  |  |  |  |  |  |  |  |  |  |  |  |  |  |  |  |  |  |  |  |  |  |  |  |  |  |  |  |  |  |  |  |  |  |
|  |  |  |  |  |  |  |  |  |  |  |  |  |  |  |  |  |  |  |  |  |  |  |  |  |  |  |  |  |  |  |  |  |  |  |  |  |  |  |  |  |  |  |  |  |  |  |  |  |  |  |  |  |  |  |  |  |  |  |  |  |  |
|  |  |  |  |  |  |  |  |  |  |  |  |  |  |  |  |  |  |  |  |  |  |  |  |  |  |  |  |  |  |  |  |  |  |  |  |  |  |  |  |  |  |  |  |  |  |  |  |  |  |  |  |  |  |  |  |  |  |  |  |  |  |
|  |  |  |  |  |  |  |  |  |  |  |  |  |  |  |  |  |  |  |  |  |  |  |  |  |  |  |  |  |  |  |  |  |  |  |  |  |  |  |  |  |  |  |  |  |  |  |  |  |  |  |  |  |  |  |  |  |  |  |  |  |  |
|  |  |  |  |  |  |  |  |  |  |  |  |  |  |  |  |  |  |  |  |  |  |  |  |  |  |  |  |  |  |  |  |  |  |  |  |  |  |  |  |  |  |  |  |  |  |  |  |  |  |  |  |  |  |  |  |  |  |  |  |  |  |
|  |  |  |  |  |  |  |  |  |  |  |  |  |  |  |  |  |  |  |  |  |  |  |  |  |  |  |  |  |  |  |  |  |  |  |  |  |  |  |  |  |  |  |  |  |  |  |  |  |  |  |  |  |  |  |  |  |  |  |  |  |  |
|  |  |  |  |  |  |  |  |  |  |  |  |  |  |  |  |  |  |  |  |  |  |  |  |  |  |  |  |  |  |  |  |  |  |  |  |  |  |  |  |  |  |  |  |  |  |  |  |  |  |  |  |  |  |  |  |  |  |  |  |  |  |
|  |  |  |  |  |  |  |  |  |  |  |  |  |  |  |  |  |  |  |  |  |  |  |  |  |  |  |  |  |  |  |  |  |  |  |  |  |  |  |  |  |  |  |  |  |  |  |  |  |  |  |  |  |  |  |  |  |  |  |  |  |  |

### Conti di Carpegna

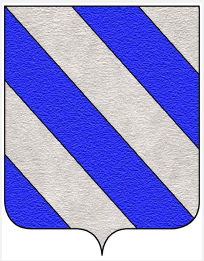
Stemma dei Conti di Carpegna.

| N° | Titolo | Nome                | Dal       | Al        | Consorte                                      |
| 1  | Conte  | Ugo di Carpegna     | 1213      | 1268      | Guidolina di Guido di Bonconte                |
| 2  | Conte  | Ramberto            | 1268      | 1307      |                                               |
| 3  | Conte  | Rainaldo            | 1307      | 1359      | Altachiara degli Onesti                       |
| 4  | Conte  | Nerio               | 1339      | 1362      |                                               |
| 5  | Conte  | Bandino             | 1362      | 1406      |                                               |
| 6  | Conte  | Giovanni I          | 1406      | 1431      | Violante Malatesta di Rimini                  |
| 7  | Conte  | Lamberto o Ramberto | 1431      | 1460      | Caterina Saladini; ramo Carpegna-Castellaccia |
| 8  | Conte  | Giovanni II         | 1460      | 1528      | Berarda del Monte Santa Maria                 |
| 9  | Conte  | Orazio I            | 1528      | 1560      | Livia Bartolini                               |
| 10 | Conte  | Giovanni III        | 1560      | 1570      | Beatrice Landriani                            |
| 11 | Conte  | Orazio II           | 1570      | 1632      | Camilla Passionei                             |
| 12 | Conte  | Francesco Maria I   | 1632      | 1665      | Marzia Spada                                  |
| 13 | Conte  | Muzio               | 1665      | 1688      | Laura dal Pozzo                               |
| 14 | Conte  | Francesco Maria II  | 1688      | 1749      | Giustina Ginevra Baldinotti                   |
| 15 | Conte  | Antonio             | 1749      | 1800      | Anna Lombardi; ramo Carpegna-Gabrielli        |
| 16 | Conte  | Gaspare             | 1800 1814 | 1807 1819 | Vittoria Brugiotti; ultimo conte sovrano      |

### Conti di Piobbico
| N° | Titolo   | Nome                | Dal             | Al            | Condomino e consorte                                                                             |
| 1  | Conte    | Gentile Brancaleoni | 1213            | 1235          | sua moglie fu Isabella d'Acquaviva                                                               |
| 2  | Conte    | Montefeltrano       | 1235            | 1294          | governò con il fratello Filippo, trisnipoti del capostipite Brancaleone; sua moglie fu Francesca |
| 3  | Conte    | Pazzo               | 1318            | 1327          | con il fratello Federico I (1319-56), del secondo ramo; sp. Madina di Mizia                      |
| 4  | Conte    | Monaldo             | 1327            | 1374          | con Gerio (1356-65); sp. Isolta                                                                  |
| 5  | Conte    | Antonio I           | 1374            | 1437          | con Giovanni (+1479); sp. Anfiligia Gabrielli, Giovanna Ubaldini, Elisabetta Mastini             |
| 6  | Conte    | Guido               | 1437            | 1484          | con Giovanni e Manfredo (1479-99); sp. Anfelice Novello della Rocca                              |
| 7  | Conte    | Roberto             | 1484            | 1538          | con Federico II (1499-1545); sp. Benvenuta Bandini                                               |
| 8  | Conte    | Monaldo II          | 1538            | 1556          | con Tomasso I (1545-52); sp. Pantasilea Bourbon di Sorbello                                      |
| 9  | Conte    | Antonio II          | 1556            | 1598          | con Brancaleone (1552-1600); sp. Laura Cappello                                                  |
| 10 | Conte    | Torquato            | 1598            | 1600          | con Brancaleone; sp. Lavinia                                                                     |
| 11 | Conte    | Giordano            | 1600            | 1625          | con Tomasso II (1600-1616), ultimo del secondo ramo; sp. Lucrezia Brancaleoni                    |
| 12 | Conte    | Antonio III         | 1625            | 1657          | celibe                                                                                           |
| 13 | Conte    | Giambattista        | 1657            | 1658          | sp. Giulia Zambelli                                                                              |
| 14 | Conte    | Francesco Giuseppe  | 1658            | 1715          | sp. Virginia de' Luzi                                                                            |
| 15 | Conte    | Pietro Maria        | 1715            | 1729          | sp. Flaminia Lucrezia Valentini                                                                  |
| 16 | Contessa | Anna Giulia         | 9 luglio 1732   | 1763          | sp. Ulderico Bonaventura                                                                         |
| 17 | Conte    | Ulderico            | 1763            | 1773          | Matterozzi Brancaleoni Bonaventura; celibe, poi sacerdote                                        |
| 18 | Conte    | Antonio Francesco   | 1773            | 1808          | sp. Cristina Leopardi                                                                            |
| 19 | Conte    | Vito                | 20 marzo 1808   | 7 aprile 1808 | senza prole, ultimo effettivo conte                                                              |
| 20 | Conte    | Alessandro          | 1812            |               | disperso in Russia                                                                               |
| 21 | Conte    | Apollinare          | 4 novembre 1814 | 6 luglio 1816 | reggente (1812-1814)                                                                             |

### Sovrani di Camerino
| Titolo       | Nome                | Regno                    | Coniuge                                                                  | Note                                                                                        |
| Signore      | Gentile I da Varano | 1259 circa - 1284        | Alteruccia d'Altino                                                      |                                                                                             |
| Signore      | Berardo I           | 1284 - 1325              | Emma                                                                     |                                                                                             |
| Signore      | Rodolfo I           | 1284 - 1316              | Galatea                                                                  | con Berardo I                                                                               |
| Signore      | Gentile II          | 1325 - 1355              | Gentilesca                                                               | figlio di Berardo I                                                                         |
| Signore      | Berardo II          | 1335 - 1341              | Bellafiore Brunforte di San Ginesio                                      | associato al padre Gentile II, gli premorì                                                  |
| Signore      | Rodolfo II          | 1355 - 1384              | Paolina di Mogliano, Camilla Chiavelli                                   | figlio di Berardo II                                                                        |
| Signore      | Giovanni I          | 1384 - 1385              |                                                                          |                                                                                             |
| Signore      | Gentile III         | 1385 - 1399              | Teodora Salimbeni                                                        | fratello minore di Rodolfo II                                                               |
| Signore      | Rodolfo III         | 1399 - 1424              | Elisabetta Malatesta, Costanza Smeducci                                  |                                                                                             |
| Signore      | Piergentile         | 1424 - 1433              | Elisabetta Malatesta                                                     |                                                                                             |
| Signore      | Giovanni II         | 1424 - 1433              | Bartolomea Smeducci                                                      | con Piergentile                                                                             |
| Signore      | Rodolfo IV          | 1444 - 1464              | Camilla d'Este                                                           | 1434-1444, perdita della signoria e nascita della Repubblica di Camerino                    |
| Signore      | Giulio Cesare       | 1444 - 1502              | Giovanna Malatesta                                                       | con Rodolfo IV                                                                              |
| Signore      | Venanzio            | 1502 - 1502              | Maria Della Rovere                                                       | governo di Cesare Borgia                                                                    |
| Signore Duca | Giovanni Maria      | 1502; 1504 - 1515 - 1527 | Caterina Cybo duchessa reggente (1527-1535)                              | 1515 inizio del ducato                                                                      |
| Duchessa     | Giulia              | 1527 - 1539              | Guidobaldo II Della Rovere, duca di Urbino, duca di Camerino (1534-1539) | 1539 estinzione del ducato e consegna da parte di papa Paolo III al nipote Ottavio Farnese. |

### Principi di Capua

#### Contea di Capua (longobardi)
- Landolfo I il Vecchio (840 - 842)
  - 841, saccheggio e distruzione di Capua Vetere da parte dei saraceni
- Landone I (842 - 861), figlio primogenito di Landolfo I
  - 856, fondazione di Capua sulle rovine di Casilinum, nuovo capoluogo di contea
- Landone II (861), figlio di Landone I
- Pandone il Rapace (861 - 862), figlio secondogenito di Landolfo I
- Pandenolfo (862), figlio di Pandone il Rapace
- Landolfo II il Vescovo (863 - 879), figlio quartogenito di Landolfo I
- Pandenolfo (879 - 882), secondo periodo di reggenza
- Landone III (882 - 885), figlio di Landenolfo, conte di Teano (figlio terzogenito di Landolfo I)
- Landenolfo I (885 - 887), fratello di Landone III

#### Principato longobardo di Capua

Il Principato di Capua nell'Italia dell'anno 1000.

- Atenolfo I (887 - 910), fratello di Landenolfo; fino al 900 Conte di Capua, dal 900 Principe di Capua e Benevento
  - 899, conquista di Benevento
- Landolfo III di Carinola (910 - 943) o anche Landolfo I di Benevento, figlio di Atenolfo I
  - Atenolfo II (910 - 935), fratello di Landolfo e co-reggente
- Landolfo IV il Rosso (943 - 961), figlio di Landolfo III
- Pandolfo I Testadiferro (961 - 982), figlio di Landolfo IV, dal 968 Principe di Benevento e Capua
  - 978, conquista di Salerno
  - Landolfo V, figlio di Landolfo IV, Principe di Benevento e Capua co-reggente (961 - 968)
- Landolfo VI (968 - 982), figlio di Pandolfo I, Principe di Benevento e Capua
- Landenolfo II (982 - 993)
  - Aloara (982 - 992), vedova di Pandolfo I e reggente per Landenolfo
- Laidolfo (993 - 999)
- Aldemaro (solo nel 999)
- Landolfo VII di Sant'Agata, figlio di Landolfo V (999 - 1007)
- Pandolfo II (1007 - 1014), figlio di Landolfo V, in co-reggenza con:
  - Pandolfo III il Nero (1011 - 1014), figlio di Landolfo VII
- Pandolfo III il Nero (1014 - 1021), figlio di Landolfo VII in co-reggenza con
  - Pandolfo IV (1020 - 1022), figlio di Pandolfo II
- Pandolfo V Conte di Teano (1022 - 1026)
- Pandolfo IV il Lupo degli Abruzzi (1026- 1039), seconda volta, fino al 1038 in co-reggenza con Pandolfo V
- Guaimario IV di Salerno (1038 - 1046)
- Pandolfo IV (1046 - 1050), terza volta, dal 1047 di nuovo in co-reggenza con Pandolfo V e con Landolfo VIII
- Pandolfo V (1050 - 1057), terza volta, ancora co-reggente di Landolfo VIII
- Landolfo VIII (1057 - 1059), figlio di Landolfo VII

#### Principato normanno di Capua

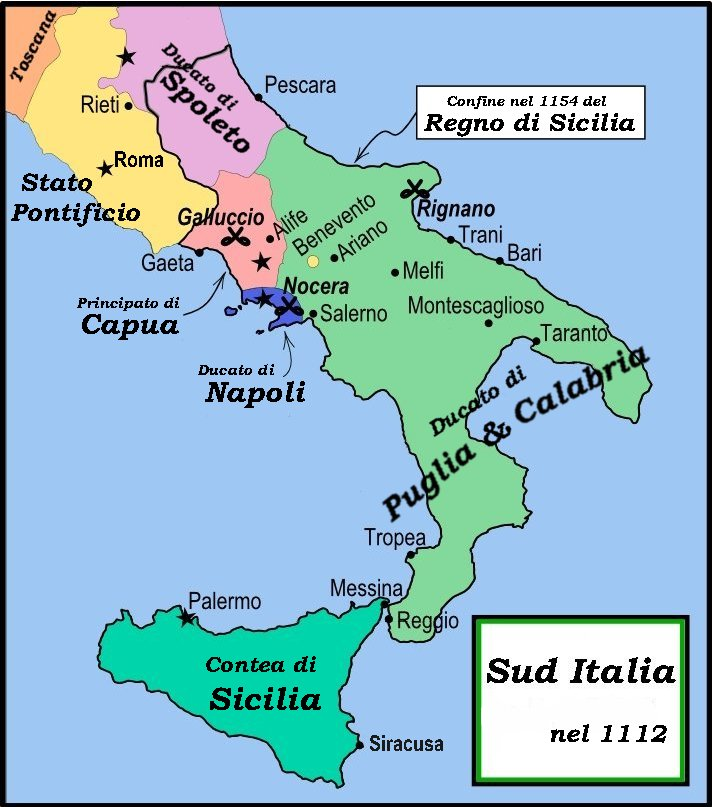
Il Principato di Capua nel 1112.

- Riccardo Drengot Quarrel, Conte d'Aversa (1058 - 1078).
Nel 1058 Riccardo conquistò il Principato di Capua e quindi, da quel momento il titolo di Conte d'Aversa fu ricompreso tra quelli spettanti ai Principi di Capua.
- Giordano I (1078 - 1091)
- Riccardo II (solo nel 1091)
- Landone IV (1091 - 1098), della dinastia longobarda
- Riccardo II (1098- 1106), seconda volta
- Roberto I (1107 - 1120)
- Riccardo III (1120)
- Giordano II (1120 - 1127)
- Roberto II (1127 - 1135)
- Alfonso d'Altavilla (1135 - 1137)
- Roberto II (solo nel 1137), seconda volta
- Alfonso d'Altavilla (1137 - 1144), seconda volta
- Guglielmo d'Altavilla (1144 - 1155), Re di Sicilia dal 1154 al 1166
- Roberto II (1155 - 1156), terza volta

### Principi di Taranto
- Dinastia d'Altavilla:

Stemma degli Altavilla di Sicilia.

  - 1088 - Boemondo I (1054-1111), più tardi Boemondo I principe d'Antiochia;
  - 1111 - Boemondo II (1108, 1130), anche principe d'Antiochia;
  - 1128 - Ruggero (1093-1154), duca di Puglia, poi re di Sicilia e unificatore del Sud Italia;
  - 1132 - Tancredi (morto 1138), figlio di Ruggero II, ricevette il principato da suo padre;
  - 1138 - Guglielmo I il Malo, poi re di Sicilia, figlio di Ruggero II, diventa Principe di Taranto alla morte di suo fratello Tancredi;
  - 1144 - Simone, figlio di Ruggero II, diventa Principe di Taranto quando suo fratello Guglielmo diventa Principe di Capua e duca di Puglia;
  - 1157 - Guglielmo II il Buono, poi re di Sicilia;
  - 1189 - Tancredi conte di Lecce, poi re di Sicilia;
  - 1194 - Guglielmo III, re di Sicilia (deposto), conte di Lecce;
- Dinastia d'Hohenstaufen (Svevia):
  - 1194 - Re Enrico VI, Sacro Romano Imperatore e re di Sicilia;
- Dinastia di Frangipane:
  - 1197 - Ottone Frangipane, investitura da parte della regina Costanza[10];
  - 1249 Arrigo (Enrico), suo nipote; figlio di Giacomo[11]
- Dinastia di Brienne:
  - 1200 - Gualtieri III di Brienne, marito di Maria (o Albinia o Elvira) di Lecce, figlia dell'ultimo re normanno, Tancredi di Sicilia;
- Dinastia d'Hohenstaufen (Svevia):
  - 1205 - Federico II, re di Sicilia e Sacro Romano Imperatore;
  - 1250 - Manfredi di Sicilia, figlio di Federico II, poi anche re di Sicilia;

- Dinastia d'Angiò (Anjou):

Emblema degli Angiò principi di Taranto.

  - 1266 - Re Carlo I (1227-1285), sconfigge Manfredi e viene incoronato re di Sicilia;
  - 1285 - Re Carlo II (1248-1309), figlio di Carlo I, re di Napoli;
  - 1294 - Filippo I (1278-1332), figlio di Carlo II, e titolare dell'Impero Latino;
  - 1332 - Roberto (1299-1364), figlio di Filippo I;
  - 1346 - Luigi (1308-1362), figlio di Filippo I e contemporaneamente re di Napoli;
  - 1364 - Filippo II (1329-1374), figlio di Filippo I e titolare dell'Impero Latino;
  - 1356 - Filippo III, figlio di Filippo II, morì giovane e il titolo tornò a suo padre;
- Dinastia di Baux (Del Balzo):
  - 1374 - Giacomo del Balzo, nipote di Filippo II e titolare dell'Impero Latino;
- Dinastia di Brunswick-Grubenhagen (Este Del Guelfo):
  - 1383 - Ottone IV di Brunswick-Grubenhagen (1320-1398), vedovo di Giovanna I di Napoli;
- Dinastia Orsini-Del Balzo (con gli Angiò-Durazzo):
  - 1399 - Raimondo Orsini Del Balzo, conosciuto anche come Raimondello, marito di Maria d'Enghien, erede dei Brienne;
  - 1406 - Ladislao di Durazzo, re di Napoli, secondo marito di Maria d'Enghien;
  - 1414 - Giacomo II di Borbone-La Marche, marito di Giovanna II di Napoli e per breve tempo re-consorte;
  - 1420 - Giovanni Antonio Orsini Del Balzo, figlio di Maria e Raimondello;
  - 1463 - Isabella di Clermont, nipote di Giovanni Antonio;
- 1465 - Ferdinando I di Napoli, conosciuto anche come Re Ferrante, alla morte della moglie Isabella unisce il Principato di Taranto con il Regno di Napoli. Fu a partire dal loro primogenito, l'allora Duca di Calabria e futuro Alfonso II, che divenne abitudine dei re di Napoli attribuire il titolo di Principe di Taranto ai loro figli, pur essendo il principato di fatto scomparso.
- Dinastia de La Trémoille per successione di Anna di Laval:
  - Luigi III de La Trémoille, (1521 - 1577) Principe di Talamonte e di Taranto, conte di Taillebourg e Benon;
  - ..., rama extincta 9 dicembre 1933

### Conti di Aversa
- 1029-1045: Rainulfo I d'Aversa;
- 1045-1045: Asclettino d'Aversa, detto il Conte giovane;
- 1045-1046: Rodolfo Cappello, designato da Guaimario IV di Salerno;
- 1046-1047: Rainulfo II d'Aversa detto Trincanotte, rispettivamente cugino e nipote dei suoi predecessori Asclettino e Rainulfo;
- 1047-1049: Ermanno di Aversa, il suo tutore: Guglielmo Bellabocca Tancredi, usurpò il trono nel 1048 ma morì lo stesso anno, dal 1049 tutore di Ermanno divenne Riccardo I, che subito dopo gli successe;
- 1049-1078: Riccardo I di Aversa fu anche Principe di Capua (1058-1078) e Duca di Gaeta (1063).

### Marchesi di Saluzzo

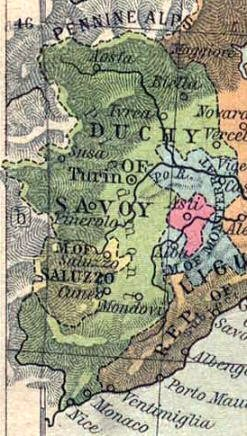
Il marchesato di Saluzzo

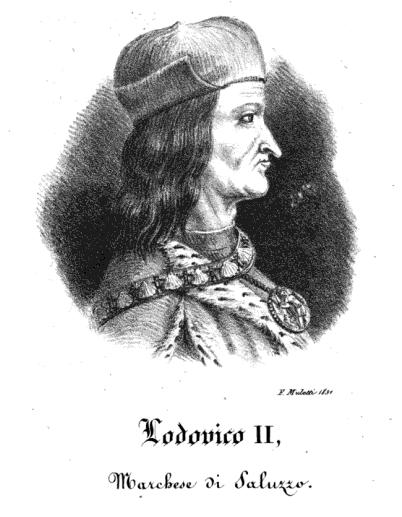
Il marchese Ludovico II

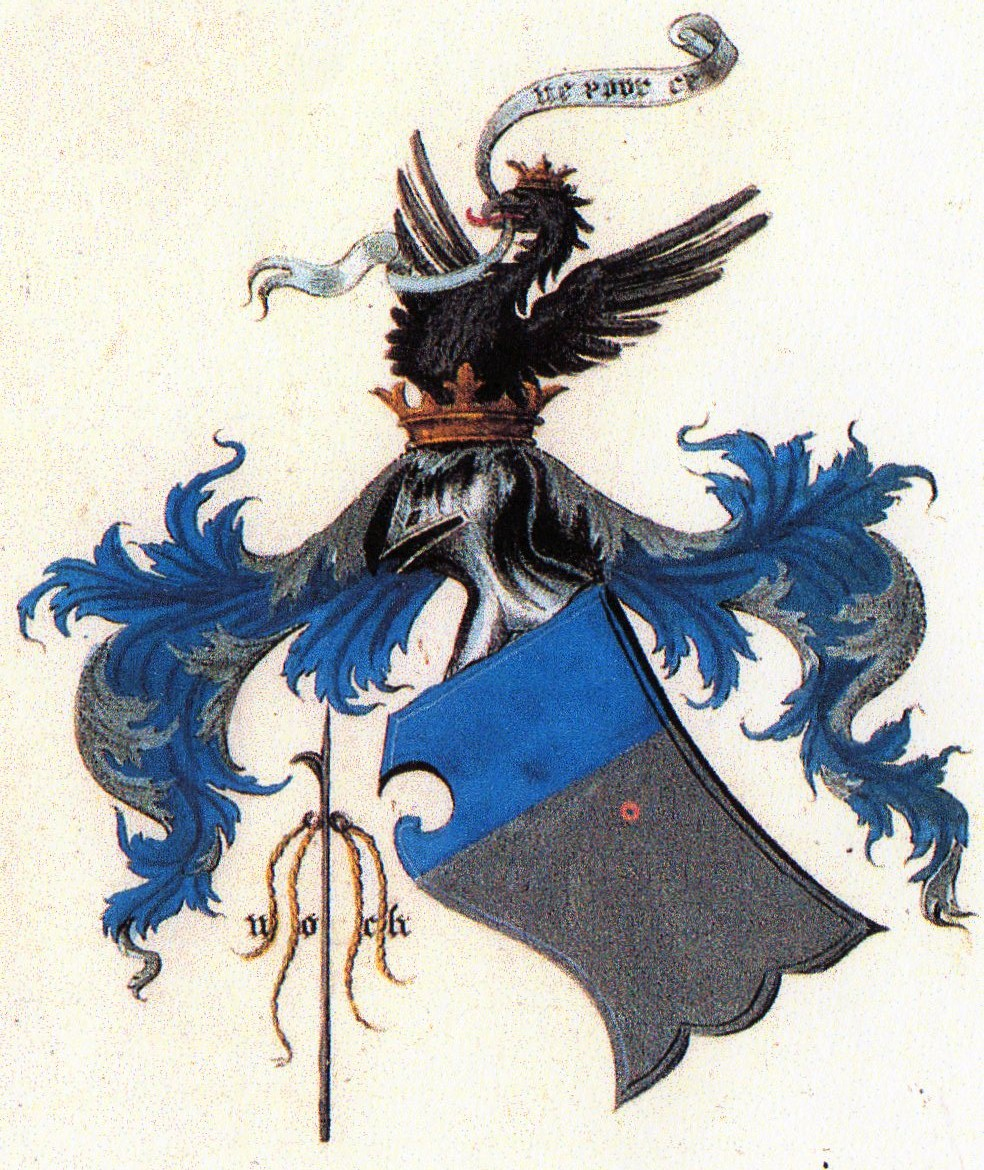
L'arme del marchesato di Saluzzo
(acquaforte dal testo di Pompeo Litta)

### Conti e Re di Sicilia
| Conte                | Immagine | Nascita                                                                      | Matrimoni                                                                                            | Morte                              |
| -------------------- | -------- | ---------------------------------------------------------------------------- | --- | ---------------------------------- |
| Ruggero 1071–1101    |          | 1031 figlio di Tancredi d'Altavilla e Fredisenda                             | Giuditta d'Evreux 1061 4 figlie Eremburga di Mortain 1077 7 figli Adelaide del Vasto 1087 4 figli    | 1101 Mileto a 70 anni              |
| Simone 1101–1105     |          | 1093 figlio di Ruggero I di Sicilia ed Adelaide del Vasto                    | mai sposato                                                                                          | 1105 Mileto a 12 anni              |
| Ruggero II 1105–1130 |          | 22 dicembre 1095 Mileto figlio di Ruggero I di Sicilia ed Adelaide del Vasto | Elvira di Castiglia 1117 6 figli Sibilla di Borgogna 1149 2 figli Beatrice di Rethel 1151 una figlia | 26 febbraio 1154 Palermo a 59 anni |

### Giudicati sardi
- Giudici di Arborea
- Giudici di Cagliari
- Giudici di Gallura
- Giudici di Torres

## Italia nell'età moderna

### Conti di Montechiarugolo

#### Signori di Montechiarugolo (1406-1428)
- Guido (1406-1428)

elevata a Contea

#### Conti di Montechiarugolo (1428-1612)
- Guido (1428-1449)
- Cristoforo I (1449-1460)
- Marcantonio (1460-1462)
- Marsilio (1462-1489)
- Cristoforo II (1489-1500)

occupazione francese (1500-1504)
- Francesco (1504-1518)
- Paolo (1518-1545)
- Pomponio (1545-1608)
- Pio (1608-1612)

la Contea passa al Ducato di Parma

### Duchi di Ferentillo

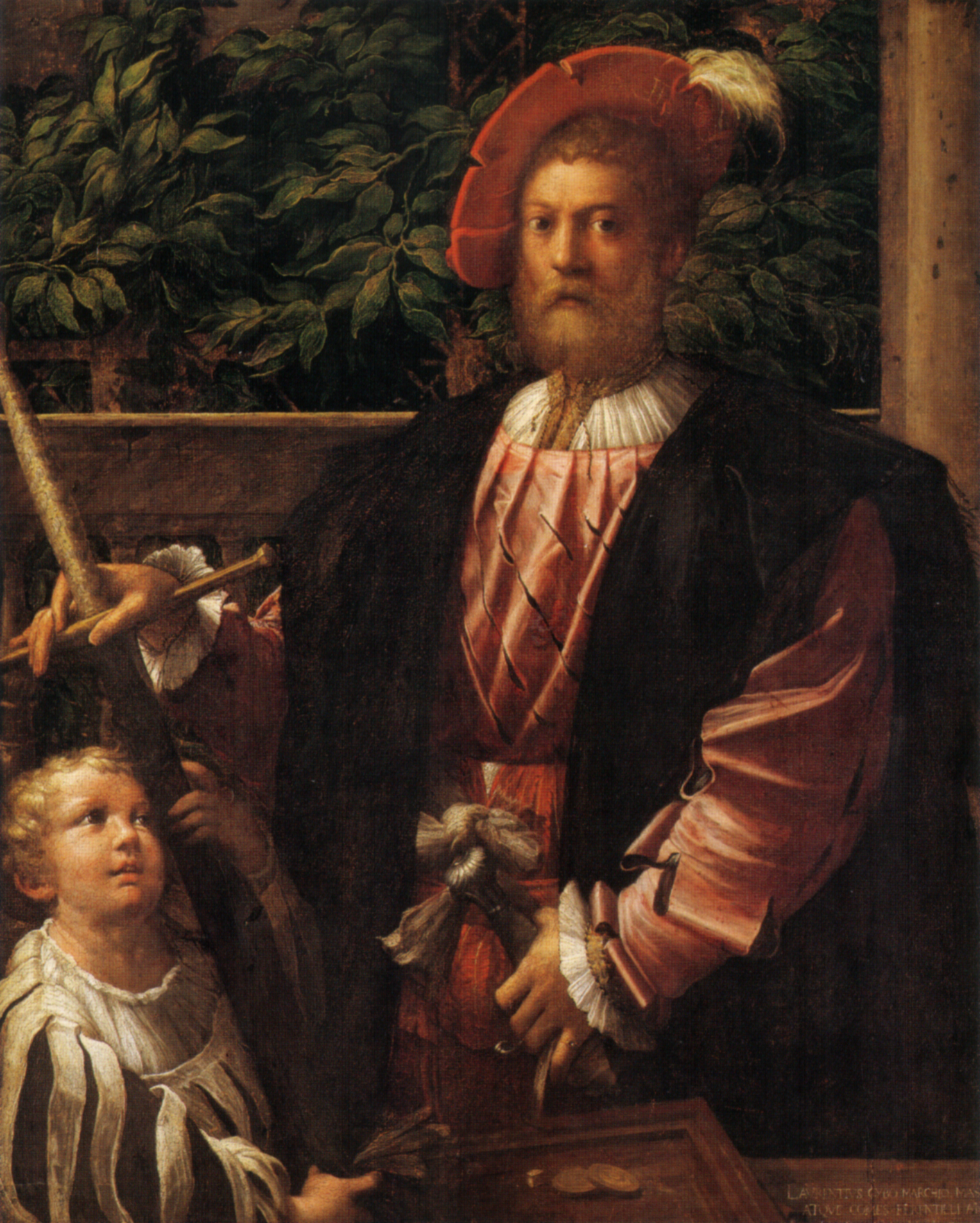
Lorenzo Cybo (Parmigianino)

| N° | Nome       | Nome                        | Periodo   | Periodo   | Consorte e Note                                   |
| N° | Nome       | Nome                        | Dal       | Al        | Consorte e Note                                   |
| -- | ---------- | --------------------------- | --------- | --------- | ------------------------------------------------- |
| 1  | Conte      | Franceschetto Cybo          | 1484      | 1519      | Maddalena de' Medici                              |
| 2  | Conte      | Lorenzo Cybo                | 1519      | 1549      | Ricciarda Malaspina, marchesa di Massa            |
| 3  | Conte Duca | Alberico I Cybo-Malaspina   | 1549 1619 | 1619 1623 | Elisabetta della Rovere, Isabella di Capua        |
| 4  | Duca       | Carlo I Cybo-Malaspina      | 1623      | 1662      | Brigida Spinola                                   |
| 5  | Duca       | Alberico II Cybo-Malaspina  | 1662      | 1690      | Fulvia Pico della Mirandola                       |
| 6  | Duca       | Carlo II Cybo-Malaspina     | 1690      | 1710      | Teresa Pamphili                                   |
| 7  | Duca       | Alberico III Cybo-Malaspina | 1710      | 1715      | Nicoletta Clotilde Grillo                         |
| 8  | Duca       | Alderano I Cybo-Malaspina   | 1715      | 1730      | Ricciarda Gonzaga di Novellara; vendette il feudo |

### Duchi di Savoia
|  |  |  |  |  |  |  |  |  |  |  |  |  |  |  |  |  |  |  |  |  |  |  |  |  |  |  |  |  |  |  |  |  |  |  |  |  |  |  |  |  |  |  |  |  |  |  |  |  |  |  |  |  |  |  |  |  |  |
|  |  |  |  |  |  |  |  |  |  |  |  |  |  |  |  |  |  |  |  |  |  |  |  |  |  |  |  |  |  |  |  |  |  |  |  |  |  |  |  |  |  |  |  |  |  |  |  |  |  |  |  |  |  |  |  |  |  |
|  |  |  |  |  |  |  |  |  |  |  |  |  |  |  |  |  |  |  |  |  |  |  |  |  |  |  |  |  |  |  |  |  |  |  |  |  |  |  |  |  |  |  |  |  |  |  |  |  |  |  |  |  |  |  |  |  |  |
|  |  |  |  |  |  |  |  |  |  |  |  |  |  |  |  |  |  |  |  |  |  |  |  |  |  |  |  |  |  |  |  |  |  |  |  |  |  |  |  |  |  |  |  |  |  |  |  |  |  |  |  |  |  |  |  |  |  |
|  |  |  |  |  |  |  |  |  |  |  |  |  |  |  |  |  |  |  |  |  |  |  |  |  |  |  |  |  |  |  |  |  |  |  |  |  |  |  |  |  |  |  |  |  |  |  |  |  |  |  |  |  |  |  |  |  |  |
|  |  |  |  |  |  |  |  |  |  |  |  |  |  |  |  |  |  |  |  |  |  |  |  |  |  |  |  |  |  |  |  |  |  |  |  |  |  |  |  |  |  |  |  |  |  |  |  |  |  |  |  |  |  |  |  |  |  |
|  |  |  |  |  |  |  |  |  |  |  |  |  |  |  |  |  |  |  |  |  |  |  |  |  |  |  |  |  |  |  |  |  |  |  |  |  |  |  |  |  |  |  |  |  |  |  |  |  |  |  |  |  |  |  |  |  |  |
|  |  |  |  |  |  |  |  |  |  |  |  |  |  |  |  |  |  |  |  |  |  |  |  |  |  |  |  |  |  |  |  |  |  |  |  |  |  |  |  |  |  |  |  |  |  |  |  |  |  |  |  |  |  |  |  |  |  |
|  |  |  |  |  |  |  |  |  |  |  |  |  |  |  |  |  |  |  |  |  |  |  |  |  |  |  |  |  |  |  |  |  |  |  |  |  |  |  |  |  |  |  |  |  |  |  |  |  |  |  |  |  |  |  |  |  |  |
|  |  |  |  |  |  |  |  |  |  |  |  |  |  |  |  |  |  |  |  |  |  |  |  |  |  |  |  |  |  |  |  |  |  |  |  |  |  |  |  |  |  |  |  |  |  |  |  |  |  |  |  |  |  |  |  |  |  |
|  |  |  |  |  |  |  |  |  |  |  |  |  |  |  |  |  |  |  |  |  |  |  |  |  |  |  |  |  |  |  |  |  |  |  |  |  |  |  |  |  |  |  |  |  |  |  |  |  |  |  |  |  |  |  |  |  |  |
|  |  |  |  |  |  |  |  |  |  |  |  |  |  |  |  |  |  |  |  |  |  |  |  |  |  |  |  |  |  |  |  |  |  |  |  |  |  |  |  |  |  |  |  |  |  |  |  |  |  |  |  |  |  |  |  |  |  |
|  |  |  |  |  |  |  |  |  |  |  |  |  |  |  |  |  |  |  |  |  |  |  |  |  |  |  |  |  |  |  |  |  |  |  |  |  |  |  |  |  |  |  |  |  |  |  |  |  |  |  |  |  |  |  |  |  |  |
|  |  |  |  |  |  |  |  |  |  |  |  |  |  |  |  |  |  |  |  |  |  |  |  |  |  |  |  |  |  |  |  |  |  |  |  |  |  |  |  |  |  |  |  |  |  |  |  |  |  |  |  |  |  |  |  |  |  |
|  |  |  |  |  |  |  |  |  |  |  |  |  |  |  |  |  |  |  |  |  |  |  |  |  |  |  |  |  |  |  |  |  |  |  |  |  |  |  |  |  |  |  |  |  |  |  |  |  |  |  |  |  |  |  |  |  |  |
|  |  |  |  |  |  |  |  |  |  |  |  |  |  |  |  |  |  |  |  |  |  |  |  |  |  |  |  |  |  |  |  |  |  |  |  |  |  |  |  |  |  |  |  |  |  |  |  |  |  |  |  |  |  |  |  |  |  |
|  |  |  |  |  |  |  |  |  |  |  |  |  |  |  |  |  |  |  |  |  |  |  |  |  |  |  |  |  |  |  |  |  |  |  |  |  |  |  |  |  |  |  |  |  |  |  |  |  |  |  |  |  |  |  |  |  |  |
|  |  |  |  |  |  |  |  |  |  |  |  |  |  |  |  |  |  |  |  |  |  |  |  |  |  |  |  |  |  |  |  |  |  |  |  |  |  |  |  |  |  |  |  |  |  |  |  |  |  |  |  |  |  |  |  |  |  |
|  |  |  |  |  |  |  |  |  |  |  |  |  |  |  |  |  |  |  |  |  |  |  |  |  |  |  |  |  |  |  |  |  |  |  |  |  |  |  |  |  |  |  |  |  |  |  |  |  |  |  |  |  |  |  |  |  |  |
|  |  |  |  |  |  |  |  |  |  |  |  |  |  |  |  |  |  |  |  |  |  |  |  |  |  |  |  |  |  |  |  |  |  |  |  |  |  |  |  |  |  |  |  |  |  |  |  |  |  |  |  |  |  |  |  |  |  |

### Marchesi di Finale
Casa Del Carretto
| N° | Titolo   | Nome           | Dal  | Al   | Note                                             |
| 1  | Marchese | Enrico I       | 1162 | 1185 | primo marchese di Finale                         |
| 2  | Marchese | Enrico II      | 1185 | 1231 |                                                  |
| 3  | Marchese | Giacomo        | 1231 | 1265 |                                                  |
| 4  | Marchese | Antonio        | 1265 | 1313 |                                                  |
| 5  | Marchese | Giorgio        | 1313 | 1359 |                                                  |
| 6  | Marchese | Lazzarino I    | 1359 | 1392 |                                                  |
| 7  | Marchese | Lazzarino II   | 1392 | 1412 |                                                  |
| 8  | Marchese | Galeotto I     | 1412 | 1450 | in esilio dal 5.2.1449                           |
| 9  | Marchese | Giovanni I     | 1450 | 1468 | al potere dal 20.12                              |
| 10 | Marchese | Galeotto II    | 1468 | 1482 |                                                  |
| 11 | Marchese | Alfonso I      | 1482 | 1499 |                                                  |
| 12 | Marchese | Carlo Domenico | 1499 | 1514 | Cardinale                                        |
| 13 | Marchese | Alfonso I      | 1514 | 1517 |                                                  |
| 14 | Marchese | Giovanni II    | 1517 | 1535 | dal 1517 al 1524 sotto tutela dello zio Ludovico |
| 15 | Marchese | Alfonso II     | 1535 | 1583 | al potere solo dal 1546 al 1558                  |
| 16 | Marchese | Alessandro     | 1583 | 1596 | abate di Buonacomba; in esilio                   |
| 17 | Marchese | Sforza Andrea  | 1596 | 1602 | in esilio                                        |

Casa Asburgo di Spagna
| N° | Titolo       | Nome        | Dal  | Al   | Note                                      |
| 1  | Re di Spagna | Filippo III | 1602 | 1621 | investitura imperiale il 4 febbraio 1619  |
| 2  | Re di Spagna | Filippo IV  | 1621 | 1665 | investitura imperiale il 19 febbraio 1639 |
| 3  | Re di Spagna | Carlo II    | 1665 | 1700 |                                           |

### Marchesi di Torriglia
| N° | titolo            | Nome                                    | Periodo            | Consorte e note                                                       |
| 1  | Marchese          | Andrea I Doria                          | 1547-1560          | Peretta Usodimare                                                     |
| 2  | Marchese          | Pagano                                  | 1560-1574          | nipote di Andrea, morì giovane                                        |
| 3  | Marchese          | Giovanni Andrea I                       | 1574-1606          | Zenobia Doria del Carretto; fratello di Pagano                        |
| 4  | Marchese          | Andrea II                               | 1606-1612          | Giovanna Colonna, reggente (1612-1626)                                |
| 5  | Marchese          | Giovanni Andrea II                      | 1612-1640          | Maria Polissena Landi, principessa di Borgotaro, reggente (1641-1648) |
| 6  | Marchese          | Andrea III Doria Landi                  | 1641-1654          | Violante Lomellini, reggente (1654-1679)                              |
| 7  | Marchese          | Giovanni Andrea III                     | 1654-1743          | Anna Pamphili                                                         |
| 8  | Marchese Principe | Giovanni Andrea IV Doria Landi Pamphili | 1743-1760 -1764    | Maria Teresa Doria, Eleonora Carafa                                   |
| 9  | Principe          | Andrea IV, IX principe di Melfi         | 1764-1794          | Leopolda di Savoia-Carignano                                          |
| 10 | Principe          | Giovanni Andrea V                       | 1794-5 agosto 1797 | Teresa Orsini di Gravina; ultimi principi sovrani                     |

### Marchesi di Mantova

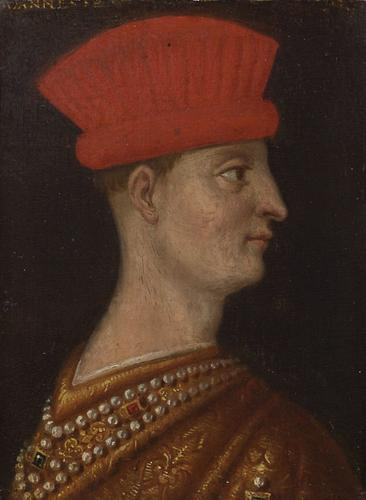
Gianfrancesco Gonzaga, primo marchese di Mantova

Federico II Gonzaga, V marchese e I duca di Mantova

| 1433-1444 | Gian Francesco Gonzaga sino al 1433 signore di Mantova | (1395-1444) |
| 1444-1478 | Ludovico II Gonzaga                                    | (1412-1478) |
| 1478-1484 | Federico I Gonzaga                                     | (1441-1484) |
| 1484-1519 | Francesco II Gonzaga                                   | (1466-1519) |
| 1519-1530 | Federico II Gonzaga dal 1530 duca di Mantova           | (1500-1540) |

### Marchesi di Solferino
*1511-1549: Aloisio Gonzaga (1494-1549)
sposò nel 1540 Caterina Anguissola
- 1549-1587: Orazio Gonzaga (1545-1587), figlio dei precedenti

sposò nel 1568 Paola Martinengo
- 1599-1630: Cristierno Gonzaga (1580-1630), nipote del precedente

sposò nel 1605 Marcella Malaspina
- 1638-1680: Carlo Gonzaga (1616-1680), figlio dei precedenti

sposò nel 1643 Isabella Martinengo delle Palle
Il marchesato perse la sua autonomia e fu inglobato nel Principato di Castiglione.

### Marchesi di Castiglione

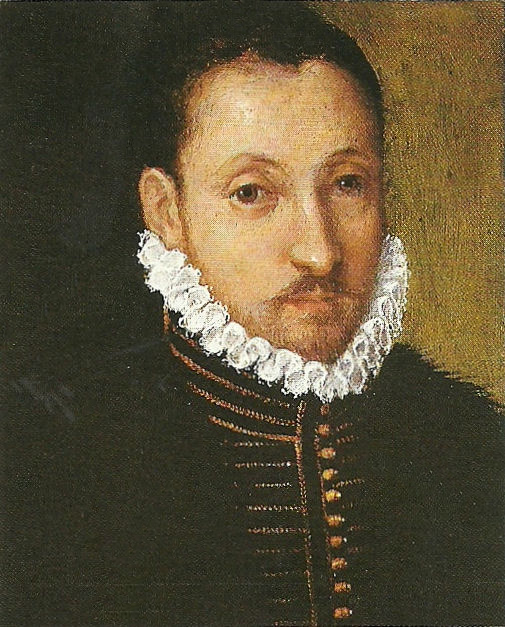
Ferrante Gonzaga, primo marchese di Castiglione

- 1579-1586: Ferdinando I (I marchese di Castiglione)

sposò nel 1566 Marta Tana di Santena
- 1586-1593: Rodolfo II (1569-1593), secondo figlio dei precedenti (II marchese di Castiglione e III marchese di Castel Goffredo). (Il più anziano, Luigi Gonzaga (1568-1591), rinuncia ai suoi diritti, diventa geusita e sarà canonizzato)

sposò nel 1588 Elena Aliprandi, senza discendenza maschile
- 1593-1616: Francesco (1577-1616), fratello del precedente (III marchese di Castiglione e I marchese di Medole)[26]

sposò nel 1598 Bibiana von Pernstein
- 1616-1636 : Luigi I (1611-1636), figlio dei precedenti (IV marchese di Castiglione e II marchese di Medole)

sposò Laura del Bosco Ventimiglia
- 1636-1659: Ferdinando II (1614-1675), fratello del precedente (V marchese di Castiglione e III marchese di Medole)
- 1659-1675: Principe Ferdinando II (I principe di Castiglione)

sposò nel 1644 la principessa Olimpia Sforza di Caravaggio, senza discendenza maschile
- 1675-1680: Principe Carlo (1616-1680), cugino del precedente (II principe di Castiglione e IV marchese di Medole)

sposò nel 1643 Isabella Martinengo
- 1680-1707: Principe Ferdinando III (1648-1723), figlio dei precedenti (III principe di Castiglione e V marchese di Medole)

sposò nel 1680 la principessa Laura Pico della Mirandola

### Conti di Gorizia
| Titolo | Nome                          | Periodo   | Consorte e note |
| Conte  | Mainardo I                    | 1122-1139 | Elisabetta di Schwarzenburg; figlio di Mainardo il Giovane conte di Lurn e di Diemut di Spanheim; governò con il fratello Enghelberto I         |
| Conte  | Enrico I                      | 1139-1147 | Governò con il fratello Enghelberto II |
| Conte  | Enghelberto II                | 1147-1191 | Adelaide di Dachau |
| Conte  | Mainardo II il Vecchio        | 1191-1231 | (1191-1219) che sposò Matilde di Schwarzenburg; governò con il fratello Enghelberto III (1187-1220)                                             |
| Conte  | Mainardo III                  | 1231-1258 | Adelaide contessa del Tirolo; fu conte del Tirolo (I, 1254-1258)                                                                                |
| Conte  | Mainardo IV di Tirolo-Gorizia | 1258-1295 | Elisabetta di Baviera; conte del Tirolo (II) |
| Conte  | Alberto I di Gorizia          | 1258-1304 | Eufemia di Slesia-Glogau, Diemoth di Belgrado; fratello di Mainardo IV, ebbe Gorizia                                                            |
| Conte  | Enrico II                     | 1304-1323 | Beatrice da Camino, Beatrice di Baviera; con il primogenito Mainardo V (+1318)                                                                  |
| Conte  | Alberto II                    | 1323-1327 | Elisabetta d'Assia, Eufemia di Matsch; con il nipote Giovanni Enrico (1323-1338)                                                                |
| Conte  | Alberto III                   | 1327-38   | Caterina di Cilli |
| Conte  | Mainardo VI                   | 1374-1385 | Caterina di Pfannberg, Utehild di Matsch; con il fratello Enrico III (+1362), sposo di Ziliola da Carrara                                       |
| Conte  | Enrico IV                     | 1385-1454 | Elisabetta di Cilli, Caterina Garay |
| Conte  | Leonardo                      | 1454-1500 | Geronima di Ilok, Paola Gonzaga; con i fratelli Giovanni (+1462) e Lodovico (1457), rimase l'unico, ma, privo di eredi, ultimo conte di Gorizia |

### Signore di Rimini

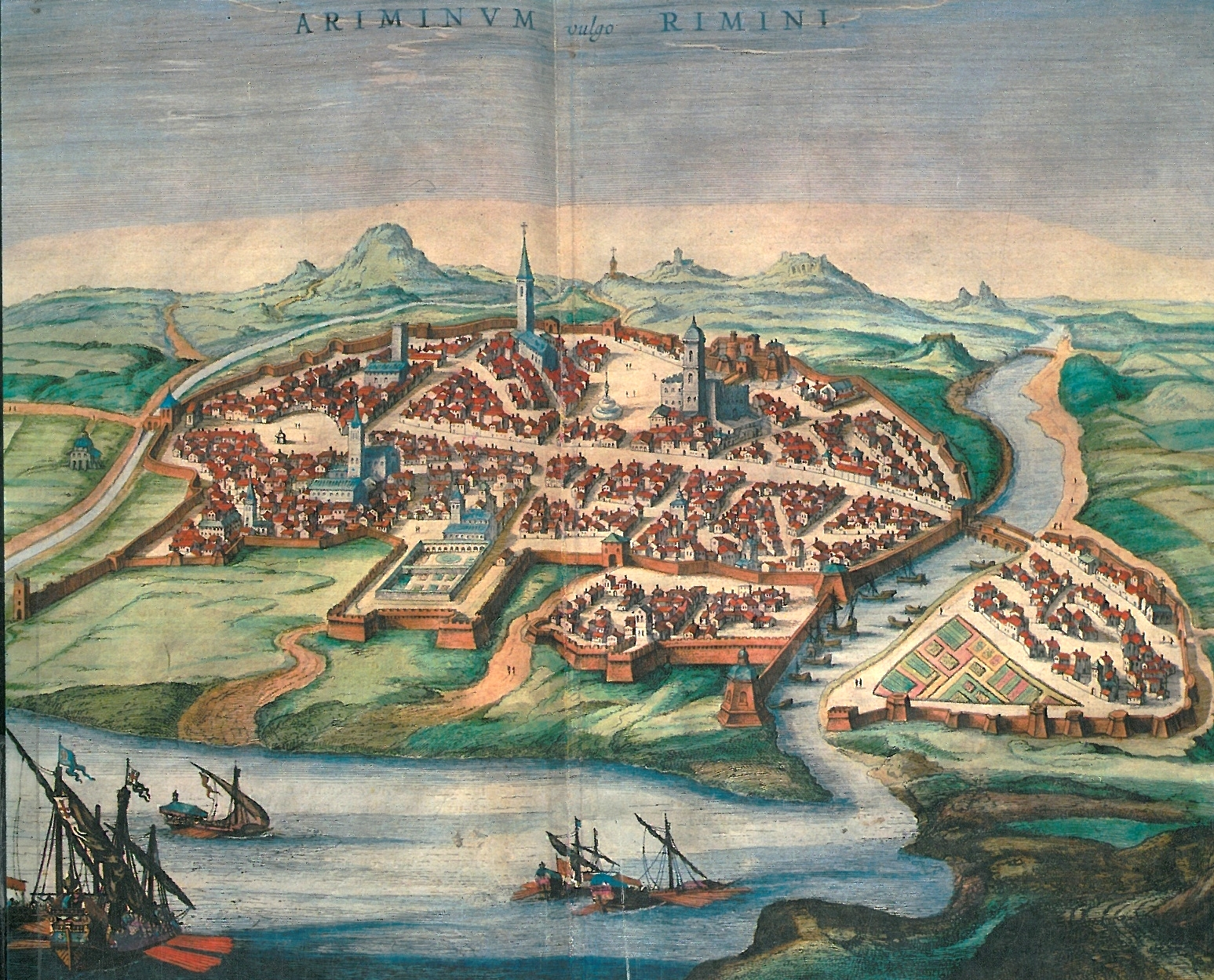
Rimini ai tempi della signoria

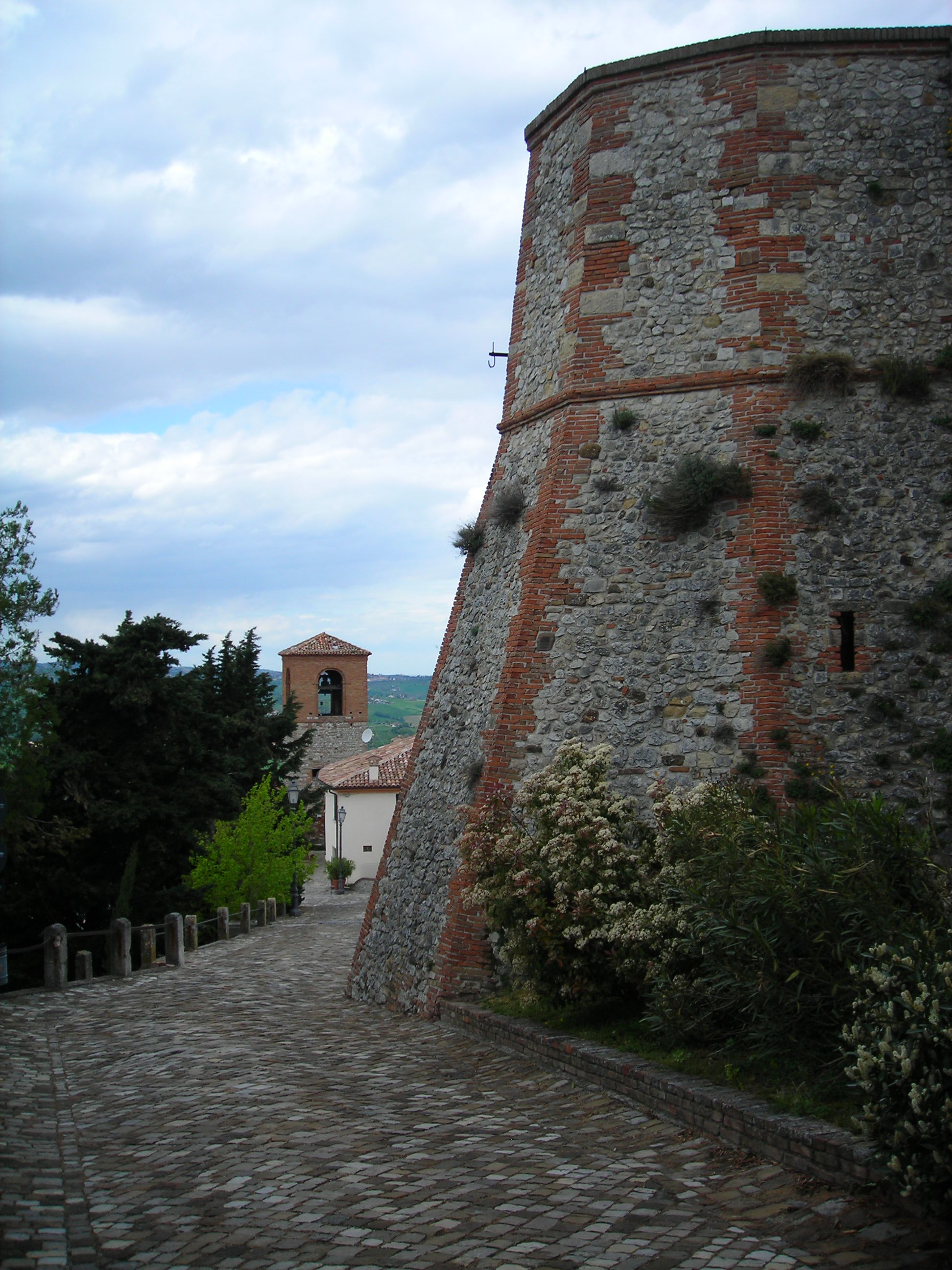
La rocca di Verucchio

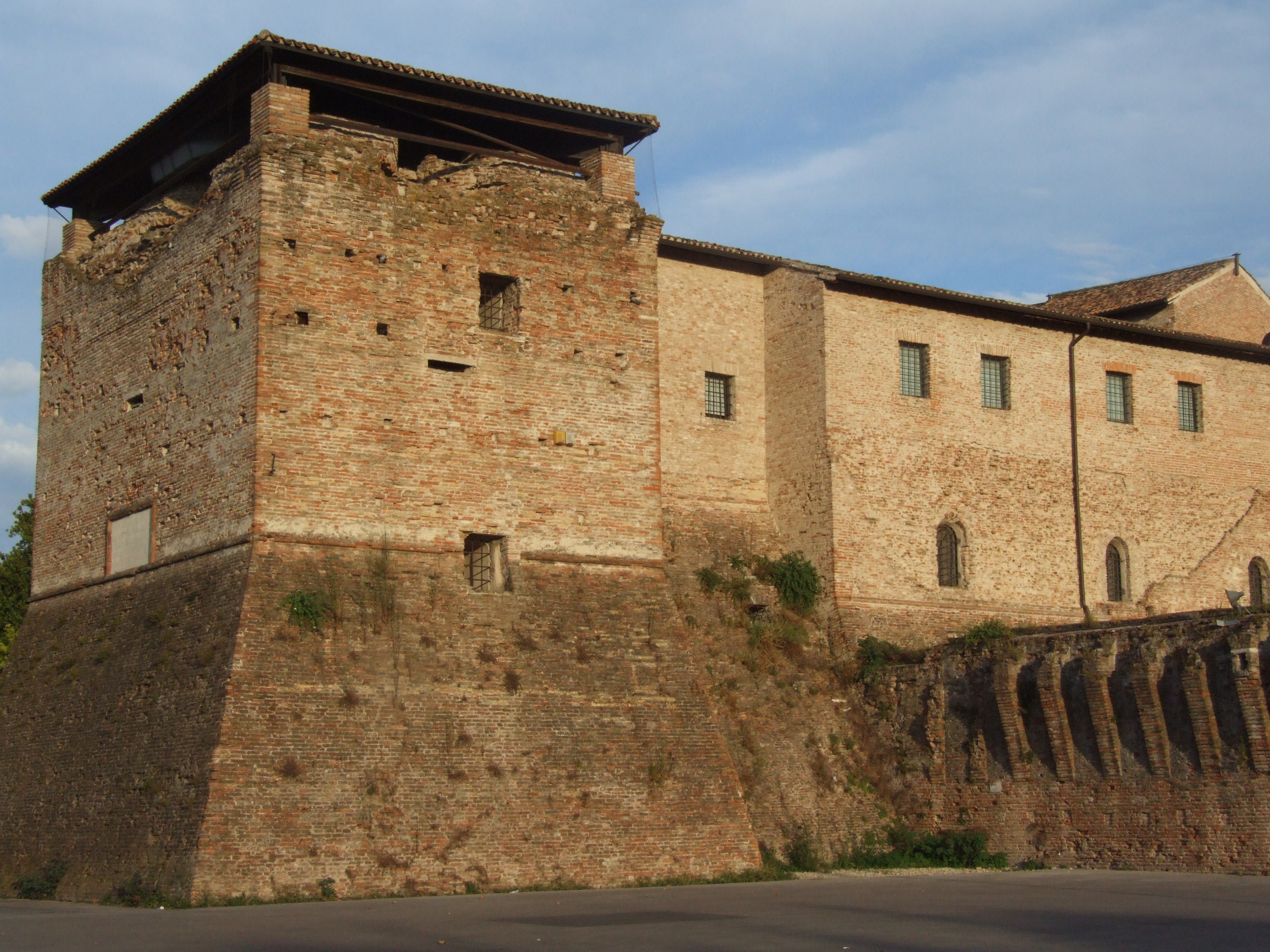
Castel Sismondo

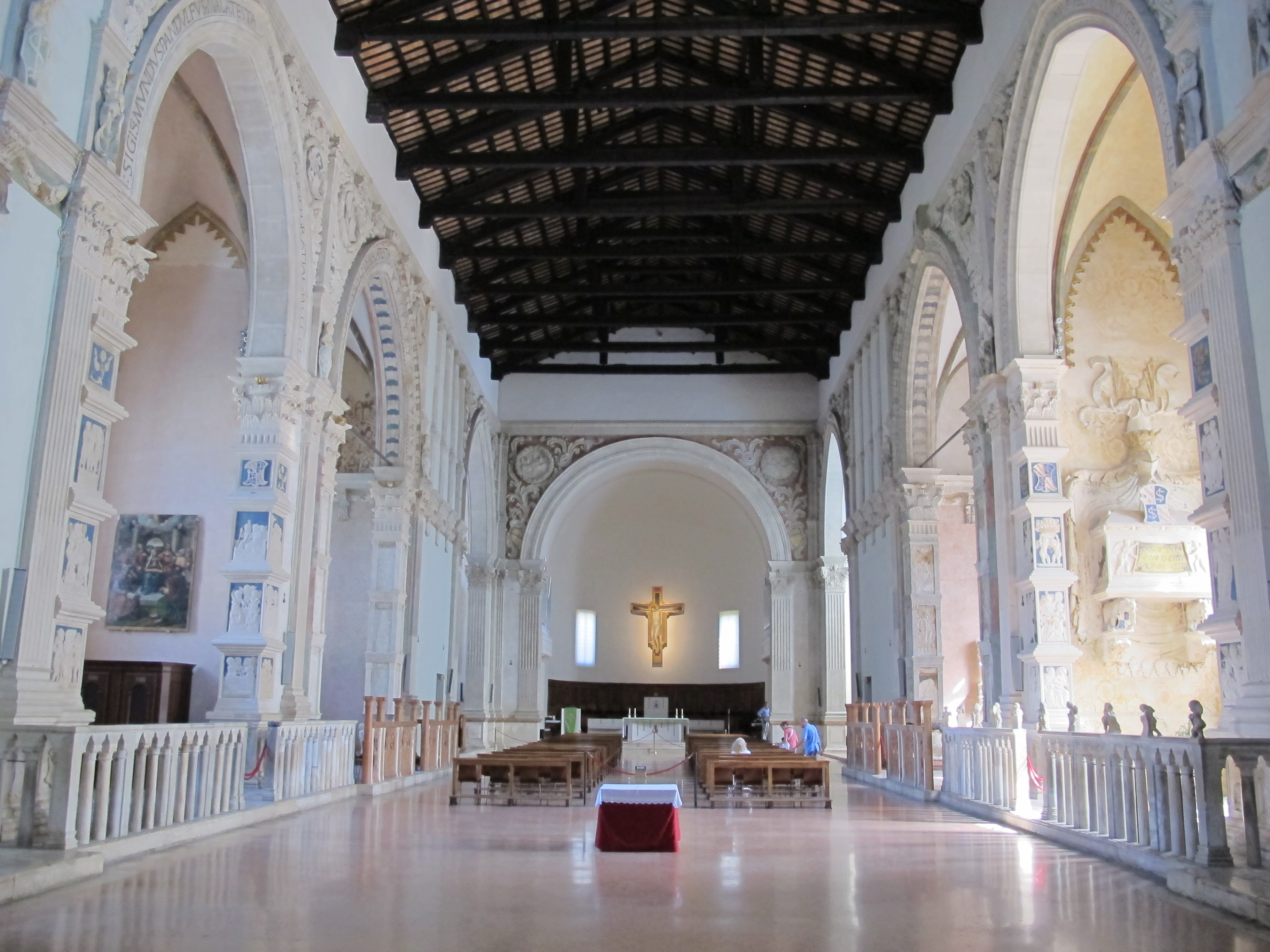
L'interno del Tempio Malatestiano

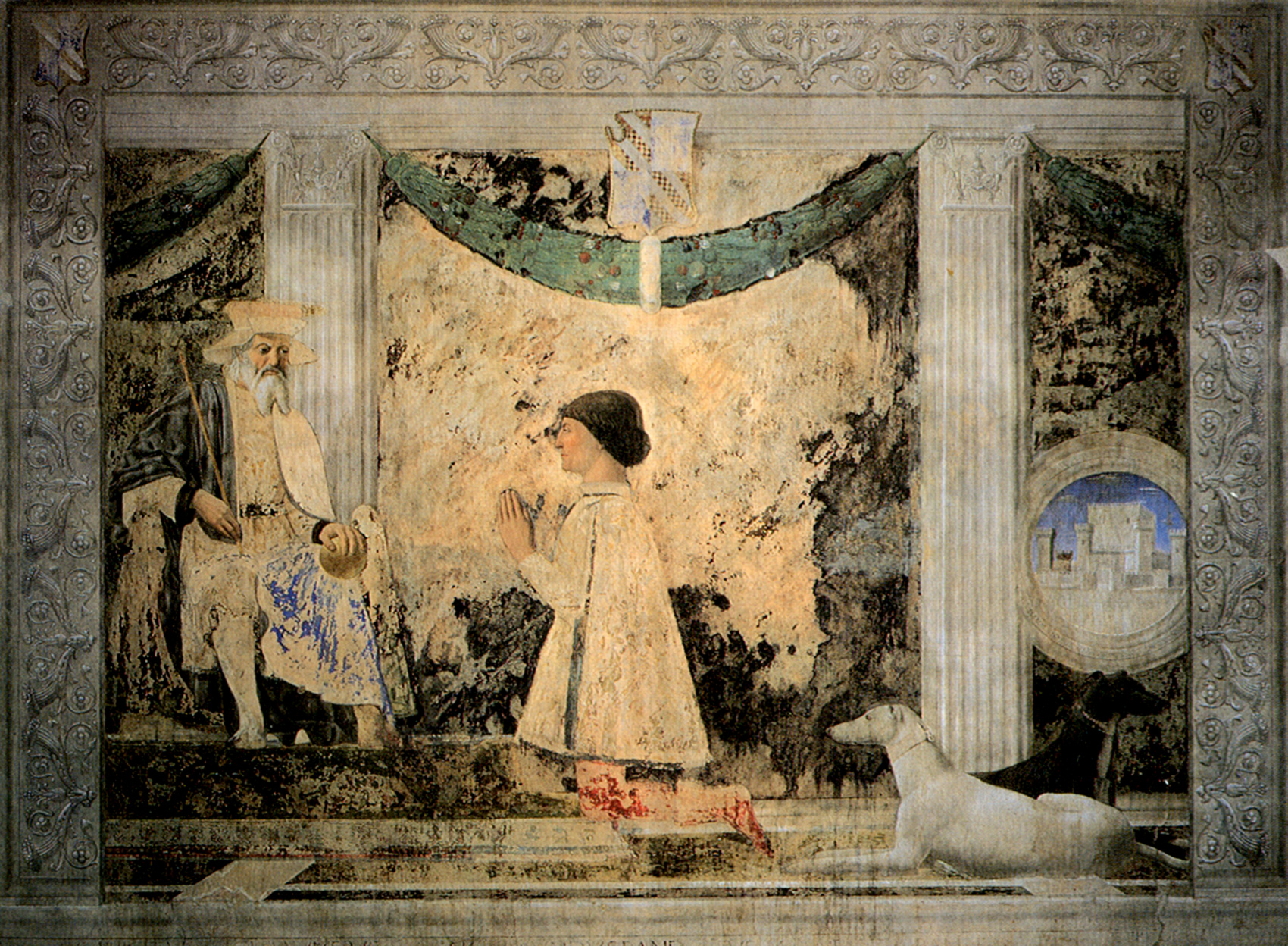
Sigismondo Pandolfo Malatesta(Piero della Francesca, Tempio Malatestiano)

I Malatesta seguivano la numerazione dinastica all'interno della famiglia e a prescindere dai diversi rami.
| Ritratto | Nome                      | Signoria  | Coniuge                                             | Note                                                                    |
|          | Malatesta II da Verucchio | 1295-1312 | Concordia dei Pandolfini, Margherita Paltenieri     | figlio di Malatesta I, podestà di Pennabilli (1239-1249), e di Adelasia |
|          | Malatestino I Malatesta   | 1312-1317 | Giacoma de' Rossi                                   |                                                                         |
|          | Pandolfo I                | 1317-1326 | Taddea da Rimini                                    |                                                                         |
|          | Ferrantino                | 1326-1335 | Belluccia da Rimini                                 |                                                                         |
|          | Malatesta III             | 1336-1367 | Costanza Ondedei                                    |                                                                         |
|          | Malatesta Ungaro          | 1363-1372 | Costanza d'Este                                     | seconda moglie                                                          |
|          | Galeotto I                | 1372-1385 | Elisa de la Villette, Gentile da Varano             |                                                                         |
|          | Carlo I                   | 1385-1429 | Elisabetta Gonzaga                                  |                                                                         |
|          | Galeotto Roberto          | 1429-1432 | Margherita d'Este                                   |                                                                         |
|          | Sigismondo Pandolfo       | 1432-1468 | Ginevra d'Este, Polissena Sforza, Isotta degli Atti |                                                                         |
|          | Roberto                   | 1468-1482 | Elisabetta da Montefeltro                           |                                                                         |
|          | Pandolfo IV               | 1482-1500 | Violante Bentivoglio                                | ultimo signore sovrano                                                  |

### Duchi di Guastalla
| Nome | Immagine            | Nascita             | Morte               | Regno               | Regno               | Matrimoni | Note |
| Nome | Immagine            | Nascita             | Morte               | Inizio              | Fine                | Matrimoni | Note |
| Periodo Gonzaghesco | Periodo Gonzaghesco | Periodo Gonzaghesco | Periodo Gonzaghesco | Periodo Gonzaghesco | Periodo Gonzaghesco | Periodo Gonzaghesco | Periodo Gonzaghesco |
| --- | ------------------- | ------------------- | ------------------- | ------------------- | ------------------- | --- | --- |
| Ferrante II Gonzaga |                     | 1563                | 5 agosto 1630       | 2 luglio 1621       | 5 agosto 1630       | Vittoria Doria sette figli e quattro figlie                                                                                         | Già conte di Guastalla dal 15 febbraio 1575 |
| Cesare II Gonzaga |                     | 1592                | 26 febbraio 1632    | 5 agosto 1630       | 26 febbraio 1632    | | Figlio di Ferrante II |
| Ferrante III Gonzaga |                     | 4 aprile 1618       | 11 gennaio 1678     | 26 febbraio 1632    | 11 gennaio 1678     | Margherita d'Este due figlie | Figlio di Cesare II |
| Ferdinando Carlo Gonzaga-Nevers |                     | 31 agosto 1652      | 5 luglio 1708       | 11 gennaio 1678     | 1693                | (1) Anna Isabella Gonzaga nessun figlio (2) Susanna Enrichetta di Lorena nessun figlio                                              | Genero di Ferrante III. Già Duca di Mantova. Venne deposto dall'imperatore Leopoldo I che investì del titolo ducale il cognato Vincenzo |
| Vincenzo Gonzaga |                     | 1634                | 28 aprile 1714      | 1693                | 28 aprile 1714      | Maria Vittoria Gonzaga due figli e cinque figlie                                                                                    | Figlio di Andrea Gonzaga, a sua volta figlio di Ferrante II, e cognato di Ferdinando Carlo. Tra il 1702 e il 1704, durante la Guerra di successione spagnola, il Ducato venne occupato dalla Francia.                                                                        |
| Antonio Ferrante Gonzaga |                     | 9 dicembre 1687     | 30 aprile 1729      | 28 aprile 1714      | 30 aprile 1729      | Teodora d'Assia nessun figlio | Figlio di Vincenzo |
| Giuseppe Maria Gonzaga |                     | 20 aprile 1690      | 15 agosto 1746      | 30 aprile 1729      | 15 agosto 1746      | Eleonora Carlotta di Schleswig-Holstein nessun figlio                                                                               | Fratello minore di Antonio Ferrante. Dal 1739 fu posto sotto la reggenza della moglie, poiché inabile a regnare a causa di una malattia mentale. Tra il 1734 e il 1738, durante la Guerra di successione polacca, il Ducato fu occupato dalla coalizione franco-ispano-sarda |
| Periodo Imperiale |                     |                     |                     |                     |                     | | |
| Nel 1746, alla morte senza eredi del duca Giuseppe Maria, il Ducato ritornò al Sacro Romano Impero, nella figura dell'imperatrice Maria Teresa. Guastalla restò dominio asburgico sino al Trattato di Aquisgrana del 1748, quando venne ceduto insieme al Ducato di Parma e Piacenza a Filippo di Borbone |                     |                     |                     |                     |                     | | |
| Primo periodo Parmense |                     |                     |                     |                     |                     | | |
| Filippo I di Borbone-Parma |                     | 15 marzo 1720       | 15 luglio 1765      | 18 ottobre 1748     | 15 luglio 1765      | Luisa Elisabetta di Borbone-Francia un figlio e due figlie                                                                          | Figlio di Filippo V di Spagna e di Elisabetta Farnese |
| Ferdinando I di Borbone-Parma |                     | 20 gennaio 1751     | 9 ottobre 1802      | 18 luglio 1765      | 9 ottobre 1802      | Maria Amalia d'Asburgo-Lorena due figli e cinque figlie                                                                             | Figlio di Filippo I. Fu costretto a cedere i suoi domini alla Francia con il Trattato di Aranjuez del 1801 |
| Periodo Napoleonico |                     |                     |                     |                     |                     | | |
| Parte della Repubblica Francese dal 24 ottobre 1802 al 18 maggio 1804 |                     |                     |                     |                     |                     | | |
| Parte dell'Impero Francese dal 18 maggio 1804 al 14 ottobre 1809 |                     |                     |                     |                     |                     | | |
| Parte del Regno Italico 14 ottobre 1809 sino al 25 maggio 1814 |                     |                     |                     |                     |                     | | |
| Camillo Filippo Ludovico Borghese |                     | 19 luglio 1775      | 9 maggio 1832       | 1805                | 1813                | Paolina Bonaparte nessun figlio | Duca di Guastalla a titolo onorifico personale, concesso dal cognato Napoleone I nella veste di Re d'Italia. |
| Secondo periodo Parmense |                     |                     |                     |                     |                     | | |
| Maria Luigia d'Asburgo-Lorena |                     | 12 dicembre 1791    | 17 dicembre 1847    | 11 aprile 1814      | 17 dicembre 1847    | (1) Napoleone I Bonaparte un figlio (2) Adam Albert von Neipperg un figlio e una figlia (3) Charles-René de Bombelles nessun figlio | Ex-Imperatrice dei Francesi. Divenne Duchessa di Parma, Piacenza e Guastalla, a titolo personale, dopo il Congresso di Vienna. |
| Periodo Modenese |                     |                     |                     |                     |                     | | |
| Francesco I d'Asburgo-Este |                     | 1 giugno 1819       | 20 novembre 1875    | 17 dicembre 1847    | 11 giugno 1859      | Adelgonda di Baviera una figlia | Già Duca di Modena e Reggio come Francesco V. Ereditò il Ducato di Guastalla secondo quanto stabilito dal Trattato di Firenze del 1844 |

### Duchi di Urbino

#### Da Montefeltro
| Nome          | Ritratto | Data di nascita | Regno             | Regno             | Matrimoni                                                                        | Note                                                        | Nº |
| Nome          | Ritratto | Data di nascita | Inizio            | Fine              | Matrimoni                                                                        | Note                                                        | Nº |
| ------------- | -------- | --------------- | ----------------- | ----------------- | -------------------------------------------------------------------------------- | ----------------------------------------------------------- | -- |
| Oddantonio II |          | 18 gennaio 1427 | 26 aprile 1443    | 22 luglio 1444    | -                                                                                | Figlio di Guidantonio e di Caterina Colonna; fu assassinato | 1  |
| Federico III  |          | 7 giugno 1422   | 23 luglio 1444    | 10 settembre 1482 | (1) Gentile Brancaleoni nessun figlio (2) Battista Sforza un figlio e sei figlie | Forse figlio illegittimo di Guidantonio                     | 2  |
| Guidobaldo I  |          | 24 gennaio 1472 | 10 settembre 1482 | 1502 deposizione  | Elisabetta Gonzaga nessun figlio                                                 | Figlio di Federico e Battista                               | 3  |

#### Borgia
| Nome   | Ritratto | Data di nascita   | Regno  | Regno            | Matrimoni                     | Note                                                                              | Nº |
| Nome   | Ritratto | Data di nascita   | Inizio | Fine             | Matrimoni                     | Note                                                                              | Nº |
| ------ | -------- | ----------------- | ------ | ---------------- | ----------------------------- | --------------------------------------------------------------------------------- | -- |
| Cesare |          | 13 settembre 1475 | 1502   | 1504 deposizione | Charlotte d'Albret una figlia | Figlio illegittimo di papa Alessandro VI e Duca di Romagna; morì il 12 marzo 1507 | 4  |

#### Da Montefeltro
| Nome         | Ritratto | Data di nascita | Regno  | Regno          | Matrimoni                        | Note                | Nº |
| Nome         | Ritratto | Data di nascita | Inizio | Fine           | Matrimoni                        | Note                | Nº |
| ------------ | -------- | --------------- | ------ | -------------- | -------------------------------- | ------------------- | -- |
| Guidobaldo I |          | 24 gennaio 1472 | 1504   | 11 aprile 1508 | Elisabetta Gonzaga nessun figlio | Ritornato al potere | 3  |

#### Della Rovere
| Nome              | Ritratto | Data di nascita | Regno          | Regno            | Matrimoni                               | Note                                                                                        | Nº |
| Nome              | Ritratto | Data di nascita | Inizio         | Fine             | Matrimoni                               | Note                                                                                        | Nº |
| ----------------- | -------- | --------------- | -------------- | ---------------- | --------------------------------------- | ------------------------------------------------------------------------------------------- | -- |
| Francesco Maria I |          | 25 marzo 1490   | 11 aprile 1508 | 1516 deposizione | Eleonora Gonzaga due figli e tre figlie | Figlio di Giovanna da Montefeltro, figlia di Federico; nel 1517 tentò di riprendersi Urbino | 5  |

#### Medici
| Nome    | Ritratto | Data di nascita  | Regno  | Regno         | Matrimoni                                  | Note                                                                  | Nº |
| Nome    | Ritratto | Data di nascita  | Inizio | Fine          | Matrimoni                                  | Note                                                                  | Nº |
| ------- | -------- | ---------------- | ------ | ------------- | ------------------------------------------ | --------------------------------------------------------------------- | -- |
| Lorenzo |          | 4 settembre 1493 | 1516   | 4 maggio 1519 | Madeleine de la Tour d'Auvergne una figlia | Nipote di papa Leone X, che lo fece duca; fu anche signore di Firenze | 6  |

#### Della Rovere
| Nome               | Ritratto | Data di nascita  | Regno             | Regno                       | Matrimoni                                                                | Note                                                      | Nº |
| Nome               | Ritratto | Data di nascita  | Inizio            | Fine                        | Matrimoni                                                                | Note                                                      | Nº |
| ------------------ | -------- | ---------------- | ----------------- | --------------------------- | ------------------------------------------------------------------------ | --------------------------------------------------------- | -- |
| Francesco Maria I  |          | 25 marzo 1490    | fine 1521         | 20 ottobre 1538             | Eleonora Gonzaga due figli e tre figlie                                  | Riuscì a risalire sul trono solo dopo la morte di Leone X | 5  |
| Guidobaldo II      |          | 2 aprile 1514    | 20 ottobre 1538   | 28 settembre 1574           | (1) Giulia Varano una figlia (2) Vittoria Farnese un figlio e due figlie | Figlio di Francesco Maria                                 | 7  |
| Francesco Maria II |          | 20 febbraio 1549 | 28 settembre 1574 | 3 novembre 1621 abdicazione | (1) Lucrezia d'Este nessun figlio (2) Livia Della Rovere un figlio       | Figlio di Guidobaldo II                                   | 8  |
| Federico Ubaldo    |          | 16 maggio 1605   | 3 novembre 1621   | 28 giugno 1623              | Claudia de' Medici una figlia                                            | Figlio di Francesco Maria II                              | 9  |
| Francesco Maria II |          | 20 febbraio 1549 | 28 giugno 1623    | 23 aprile 1631              | (1) Lucrezia d'Este nessun figlio (2) Livia Della Rovere un figlio       | Nuovamente al potere dopo la morte del figlio             | 8  |

Il Ducato, già sotto il controllo dello Stato Pontificio dal 1625, ne viene assorbito entro i confini alla morte dell'ultimo Duca. Le collezioni artistiche dei Della Rovere andarono all'ultima discendente Vittoria, sposa di Ferdinando II de' Medici, e quindi trasferite in larga parte a Firenze.

### Duchi di Ferrara
- Borso I (14 aprile 1471-20 agosto 1471)
- Ercole I (1471-1505)
- Alfonso I (1505-1534)
- Ercole II (1534-1559)
- Alfonso II (1559-1598).

### Marchesi di Castiglione del Lago
| Ritratto | Titolo        | Nome                                   | Periodo                           | Consorte e note |
|          | Marchese      | Ascanio I della Corgna                 | 19 novembre 1563- 3 dicembre 1571 | Giovanna Baglioni |
|          | Co-marchese   | Fulvio I il Cardinale                  | 1563-1583                         | con il fratello Ascanio e il nipote Diomede; era vescovo di Perugia e cardinale                                                |
|          | Marchese      | Diomededella Penna-Corgna              | 1571-1596                         | Porzia Colonna di Zagarolo; nipote di Ascanio e Fulvio                                                                         |
|          | Marchese      | Ascanio IIdella Penna-Corgna           | 1596-1606                         | Francesca Sforza di Santa Fiora                                                                                                |
|          | Marchese Duca | Fulvio II Alessandrodella Penna-Corgna | 1606-1617 -1647                   | Eleonora de Alarcón y Mendoza, Teresa Dudley di Northumberland; primo e unico duca, il feudo fu annesso nello Stato Pontificio |

### Conti di Santa Fiora

L'arme degli Sforza-Cesarini

| N° | Titolo   | Nome                      | Dal  | Al   | Consorte e Note                                            |
| 1  | Conte    | Bonifazio Aldobrandeschi  | 1216 | 1229 |                                                            |
| 2  | Conte    | Ildebrandino (X)          | 1229 | 1283 |                                                            |
| 3  | Conte    | Ildebrandino (XI)         | 1283 | 1331 |                                                            |
| 4  | Conte    | Stefano                   | 1331 | 1346 |                                                            |
| 5  | Conte    | Senese                    | 1346 | 1386 |                                                            |
| 6  | Conte    | Guido I                   | 1386 | 1438 | Margherita Aldobrandeschi, contessa di Sovana e Pitigliano |
| 7  | Contessa | Cecilia Aldobrandeschi    | 1438 | 1451 | Bosio I Sforza, fratellastro di Francesco I Sforza         |
| 8  | Conte    | Bosio I Sforza            | 1439 | 1486 | Vedovo della contessa Cecilia Aldobrandeschi               |
| 9  | Conte    | Guido II                  | 1476 | 1508 | Francesca Farnese                                          |
| 10 | Conte    | Federico I                | 1508 | 1517 | Bartolomea Orsini di Pitigliano                            |
| 11 | Conte    | Bosio II                  | 1517 | 1535 | Costanza Farnese                                           |
| 12 | Conte    | Sforza I                  | 1535 | 1575 | Luisa Pallavicino, Caterina Nobili                         |
| 13 | Conte    | Mario I                   | 1575 | 1591 | Fulvia Conti                                               |
| 13 | Conte    | Alessandro I              | 1591 | 1631 | Eleonora Orsini di Bracciano                               |
| 14 | Conte    | Mario II                  | 1631 | 1658 | Renata di Lorena                                           |
| 15 | Conte    | Ludovico I                | 1658 | 1685 | Artemisia Colonna, Adelaide di Thianges                    |
| 16 | Conte    | Francesco I               | 1685 | 1707 | Dorotea Tocco                                              |
| 17 | Conte    | Federico III              | 1707 | 1712 | Livia Cesarini                                             |
| 18 | Conte    | Gaetano I Sforza-Cesarini | 1712 | 1727 | Vittoria Conti                                             |
| 19 | Conte    | Sforza Giuseppe I         | 1727 | 1744 | Maria Francesca Giustiniani                                |
| 20 | Conte    | Filippo I                 | 1744 | 1764 | Anna Maria Colonna Barberini                               |
| 21 | Conte    | Gaetano II                | 1764 | 1776 | Teresa Caracciolo, Marianna Caetani                        |
| 22 | Conte    | Francesco II              | 1776 | 1806 | Geltrude Conti; ultimo conte sovrano.                      |

### Duchi di Castro

#### Duchi di Castro e conti di Ronciglione della Casata dei Farnese (1537 - 1649)
| N° | Titolo | Nome        | Dal               | Al                | Consorte                            |
| 1  | Duca   | Pier Luigi  | 14 marzo 1537     | 23 settembre 1545 | Gerolama Orsini                     |
| 2  | Duca   | Ottavio     | 23 settembre 1545 | 10 settembre 1547 | Margaretha van Oostenrijk van Parma |
| 3  | Duca   | Orazio      | 10 settembre 1547 | 18 luglio 1553    | Diane de Valois-Angoulême           |
| -  | Duca   | Ottavio     | 18 luglio 1553    | 18 settembre 1586 | Margaretha van Oostenrijk van Parma |
| 4  | Duca   | Alessandro  | 18 settembre 1586 | 3 dicembre 1592   | Maria de Avis de Guimarães          |
| 5  | Duca   | Ranuccio I  | 3 dicembre 1592   | 5 marzo 1622      | Margherita Aldobrandini             |
| 6  | Duca   | Odoardo I   | 5 marzo 1622      | 11 settembre 1646 | Margherita de' Medici               |
| 7  | Duca   | Ranuccio II | 11 settembre 1646 | 19 dicembre 1649  | Margherita Violante di Savoia       |

## Stati italiani dopo il Congresso di Vienna (1815)

### Viceré del Regno Lombardo-Veneto
| Nome                                               | Ritratto               | Governo          | Governo          | Per conto di                   |
| Nome                                               | Ritratto               | Inizio           | Fine             | Per conto di                   |
| -------------------------------------------------- | ---------------------- | ---------------- | ---------------- | ------------------------------ |
| Governatore Enrico XV di Reuss zu Plauen           |                        | 20 aprile 1814   | 7 aprile 1815    | Francesco I 1815-1835          |
| Luogotenente del Viceré Heinrich Johann Bellegarde |                        | 7 aprile 1815    | 7 marzo 1816     | Francesco I 1815-1835          |
| Viceré Arciduca Antonio Vittorio                   |                        | 7 marzo 1816     | 3 gennaio 1818   | Francesco I 1815-1835          |
| Viceré Arciduca Ranieri Giuseppe                   |                        | 3 gennaio 1818   | 8 giugno 1848    | Francesco I 1815-1835          |
| Viceré Arciduca Ranieri Giuseppe                   | Ferdinando I 1835-1848 | 3 gennaio 1818   | 8 giugno 1848    |                                |
| Governatore generale Josef Radetzky                |                        | 25 ottobre 1849  | 6 settembre 1857 | Francesco Giuseppe I 1848-1859 |
| Viceré Arciduca Massimiliano                       |                        | 6 settembre 1857 | 20 aprile 1859   | Francesco Giuseppe I 1848-1859 |
| Governatore generale Ferencz Gyulai                |                        | 20 aprile 1859   | 16 giugno 1859   | Francesco Giuseppe I 1848-1859 |
| Governatore generale Heinrich Hermann von Hess     |                        | 16 giugno 1859   | 1º agosto 1859   | Francesco Giuseppe I 1848-1859 |

### Duchi di Lucca
| Nome                           | Ritratto | Nascita                      | Regno         | Regno         | Matrimoni                                                  | Note                  | Nº |
| Nome                           | Ritratto | Nascita                      | Inizio        | Fine          | Matrimoni                                                  | Note                  | Nº |
| ------------------------------ | -------- | ---------------------------- | ------------- | ------------- | ---------------------------------------------------------- | --------------------- | -- |
| Maria Luisa, duchessa di Lucca |          | San Ildefonso, 6 luglio 1782 | 9 giugno 1815 | 13 marzo 1824 | Ludovico I di Etruria, re d'Etruria un figlio e una figlia |                       | 1  |
| Carlo I                        |          |                              |               |               |                                                            | Figlio di Maria Luisa | 2  |